# 德福廣場

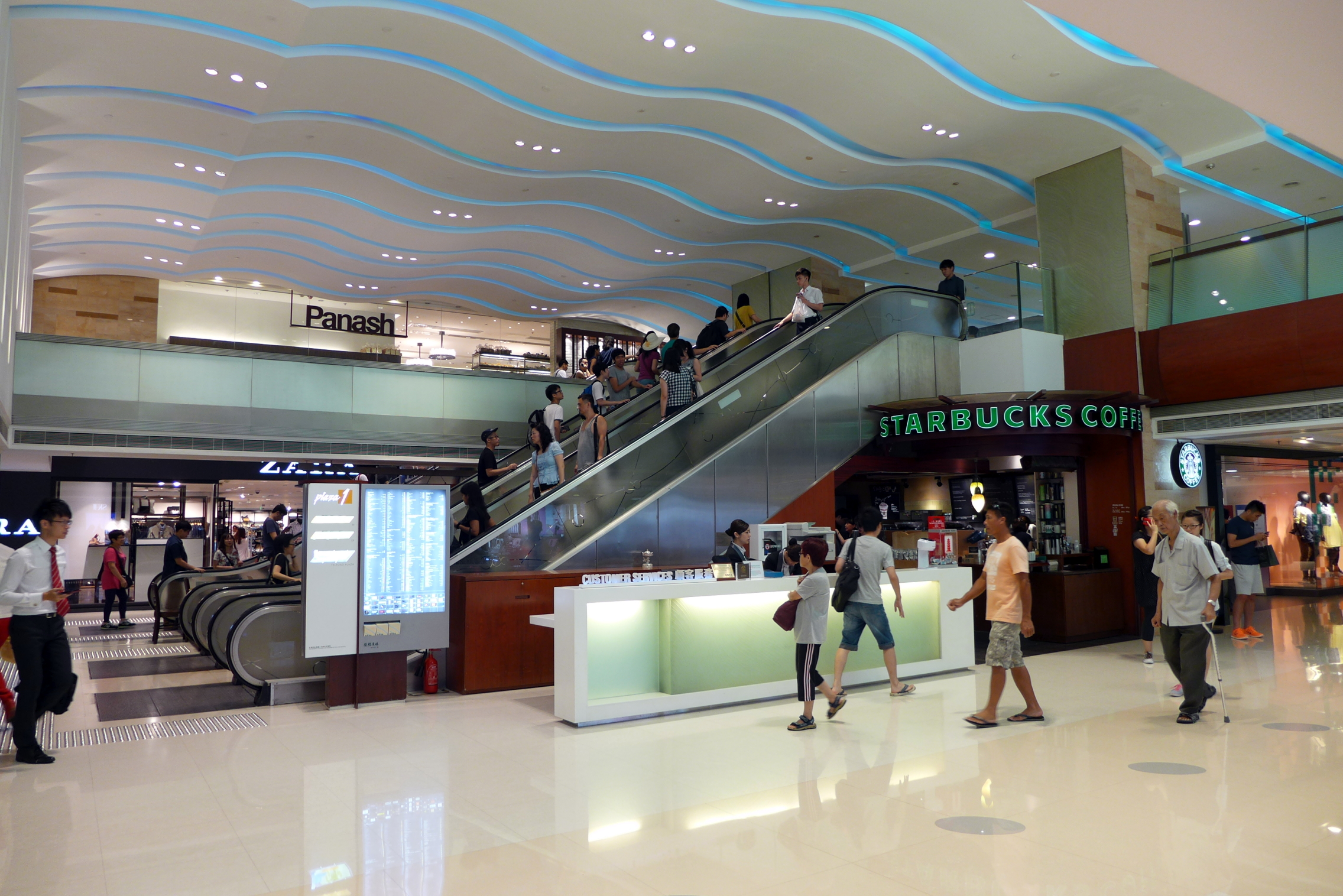
德福廣場一期於2007年翻新後，中庭以LED光波浪天花為主題

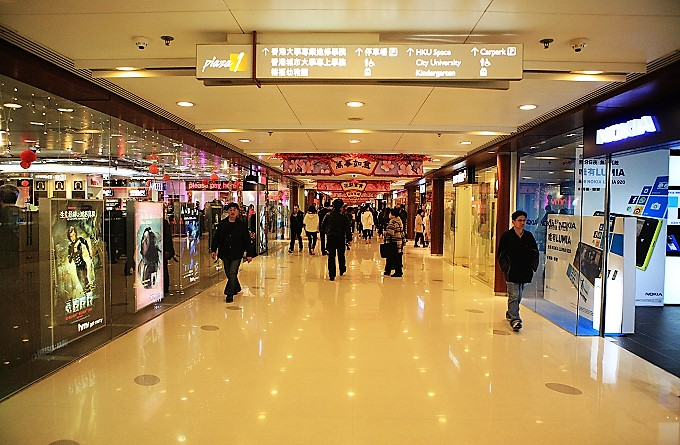
德福廣場一期內部

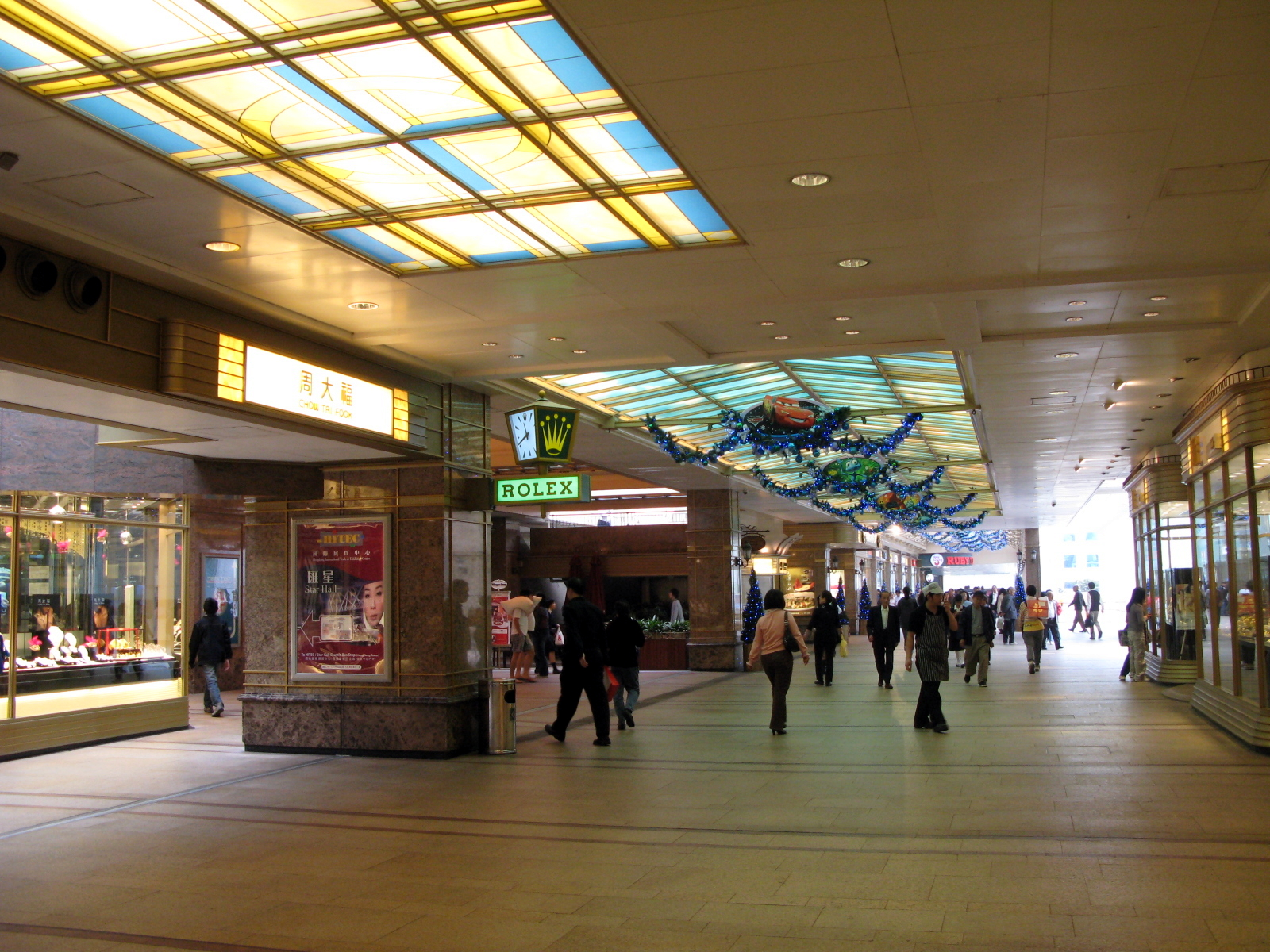
黃金大道

德福廣場（英語：Telford Plaza）是香港九龍九龍灣的大型購物商場之一，位於港鐵總部大樓、恒生中心和德福花園的下方。發展商為前地下鐵路公司（今改組為港鐵公司）聯同合和實業及恆隆地產合組的德福發展有限公司（只負責一期）和新世界發展（只負責二期），是地鐵的第一個購物中心。德福廣場現正由港鐵公司作物業管理。1980-1997年間稱為德福商場，1997年後則稱為德福廣場，並分為一期及二期。一期商場已於1980年開幕，而二期商場於1997年12月6日開幕。當時由於九龍灣仍是一個工商業區，而觀塘至九龍灣一帶的工商業區仍以工業大廈為主，所以德福廣場當時可說是觀塘區，甚至東九龍唯一的大型商場。
2020年2月，港鐵向新世界發展收購德福廣場二期的50%收益權。收購完成後，港鐵將全數持有德福廣場二期所有收益權。

## 地理位置及簡介
德福廣場位於東九龍，毗鄰九龍灣站、九龍灣商貿區、觀塘道和偉業街，平台設公共運輸交匯處，連接麗晶花園、企業廣場以及東九龍區。商場MegaBox、Emax（九展）及九龍灣區內不少商廈（如宏天廣場）在此公共運輸交匯處設穿梭巴士，因此德福廣場日夜人流都很高。而港鐵公司表示將來港鐵亦有機會和該兩商場合作舉辦其他活動，以此產生協同效應。

## 入口及行人天橋
共有三條行人天橋連接德福廣場，分別連接一期及二期（設有冷氣系統並有多間店鋪），觀塘道各處及連接德福大廈和偉業街。此外，一期設有多個出入口，分別位於觀塘道天橋兩個出入口、一期及二期間的黃金大道出口及通往花園廣場出口，而二期則有黃金大道出口及公共運輸交匯處出入口。而港鐵九龍灣站的所有出口均能前往一期商場。

## 商場設計

### 第一期商場
第一期商場於1980年開幕，樓高兩層，當年主要租戶包括樓高兩層的裕華國貨、德福書局、麥當勞餐廳、Peter Pan玩具店、德福大酒樓、高檔食府「滿漢樓」等。近B出口的租戶為保齡球館場、馬天尼酒廊、機鋪及十八溪。
1997年時發展商把商場翻新為以太陽和古典式歐美設計作主題。到2007年，商場耗資5,000萬再進行翻新，以柚木，LED光波浪天花作為主題。其中3個中庭展覽場地所設波浪型天花，使整個商場增添不少色彩。翻新工程由建築師Frank Gehry的徒弟Hagy Belzberg為商場設計木雕藝術。
此外，為了配合商場的全新形象及定位，商舖組合亦會加重商務元素，引入更多食肆，為上班一族提供更多用膳選擇。包括將面積近40,000平方呎的美心大酒樓及超級市場，分拆為7間商鋪，除了將原有的美心大酒樓轉為美心皇宮，還加入3間全新食店包括元氣壽司、快餐店Canteen及Oliver's Super Sandwiches。

### 黃金大道
黃金大道為德福廣場一期對外的一條戶外行人走廊，走廊盡頭設行人天橋連接至德福大廈及九龍灣的商業大廈一帶。
1997年，發展商把行人走廊翻新為現時面貌，並將原有的街市改為百佳超級市場（現址為Market Place by Jasons）、Ruby Tuesday及多間電訊店。
現時租戶包括電訊網絡公司，包括one2free、3 Shop、中國移動通信、數碼通、電訊數碼和電訊盈科專門店；珠寶店周大福、周生生、MaBelle和PN。其餘大型租戶包括Market Place by Jasons、MCL德福戲院和私人會所「德藝會」。食肆為Häagen-Dazs、Delifrance、Ruby Tuesday和美心Food²。Ruby Tuesday在2017年7月結業後改為simplylife。

### 花園廣場
廣場以英式風格為主，內有休憩處、大型噴泉及商店。商店主要以銀行、地產代理、文具店及診所為主。食肆為自1980年代開業至今的「茜廊餐廳」。

### 第二期商場

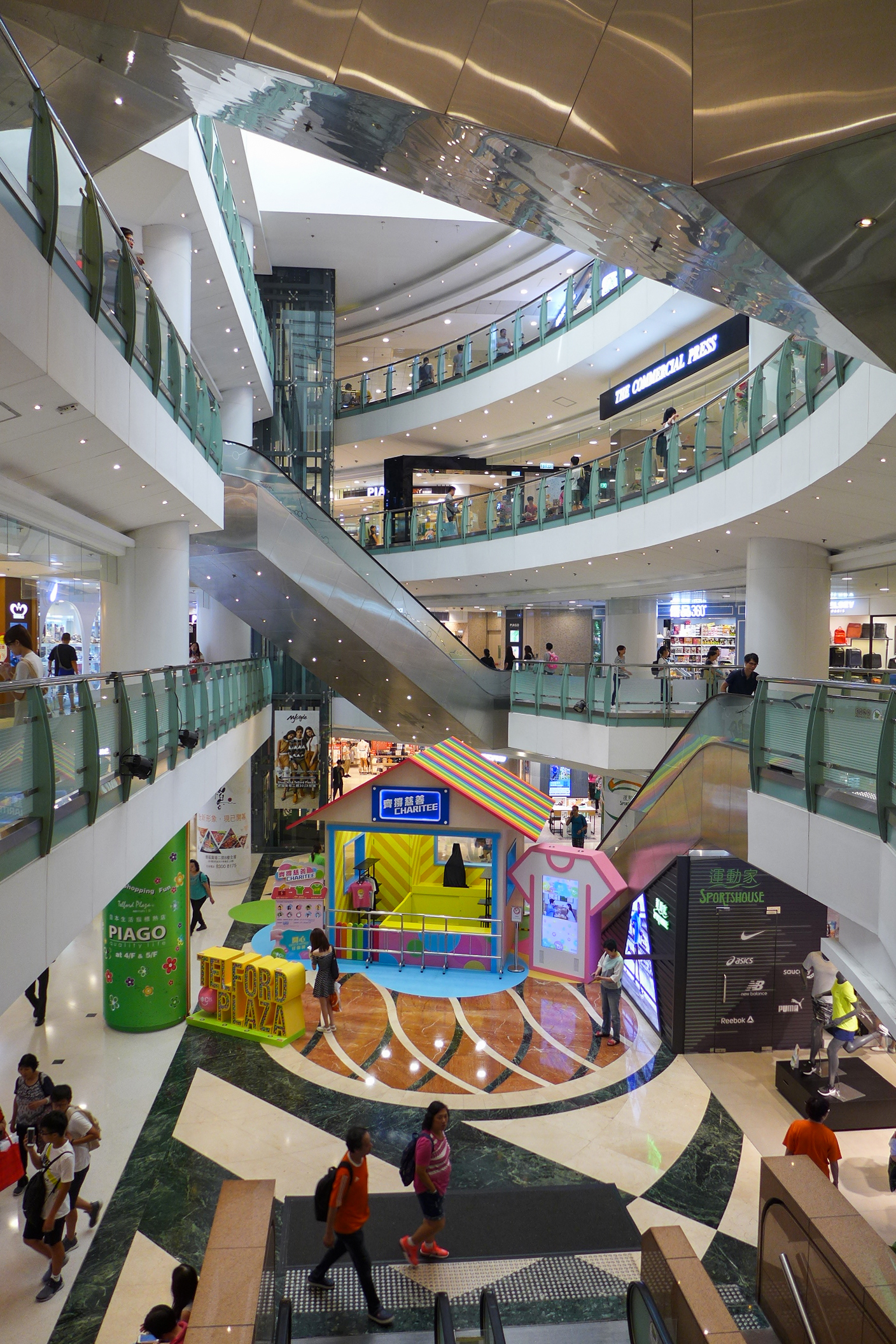
第二期商場中庭

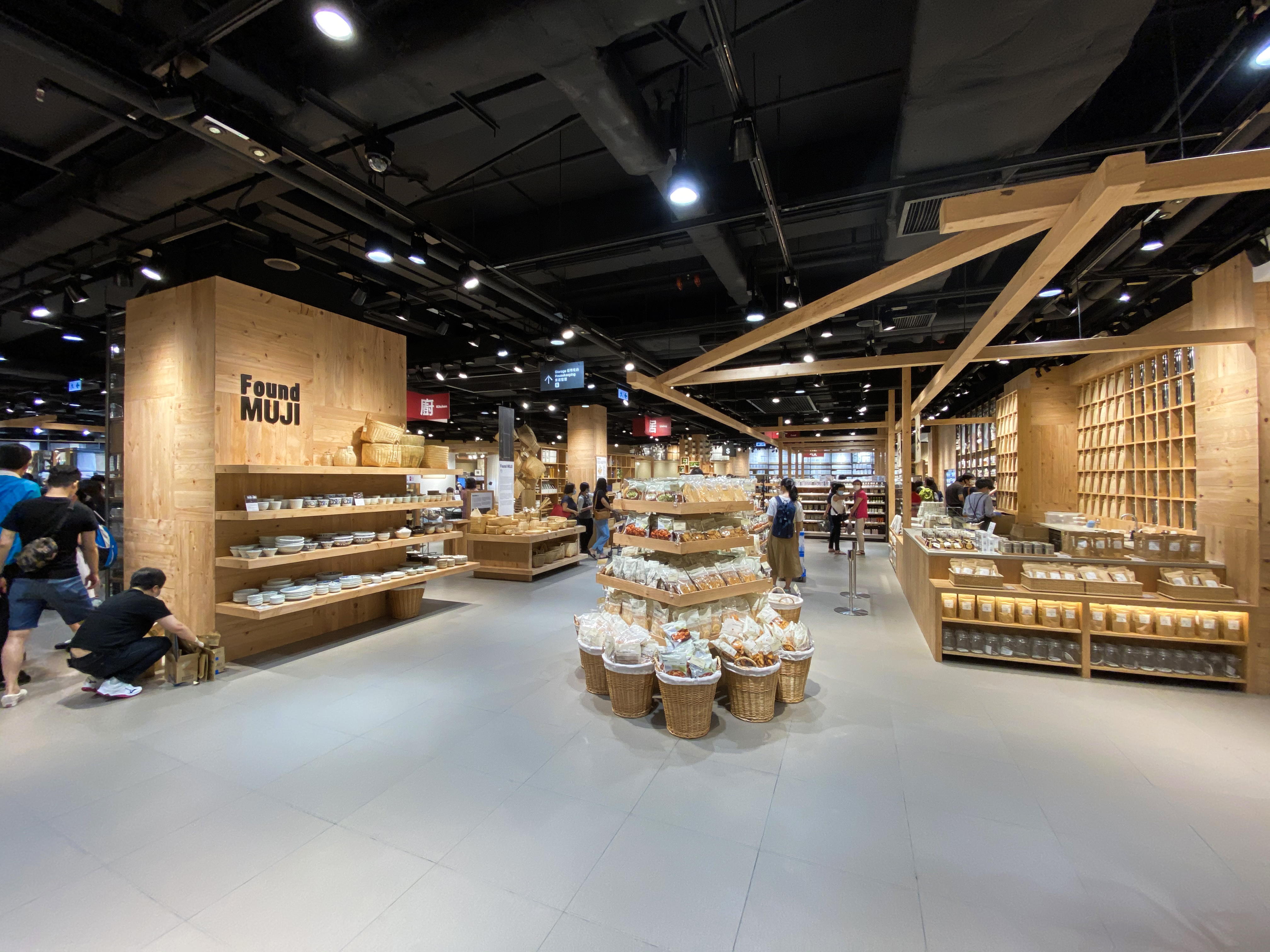
德福廣場二期4樓內的無印良品佔地24,000平方呎

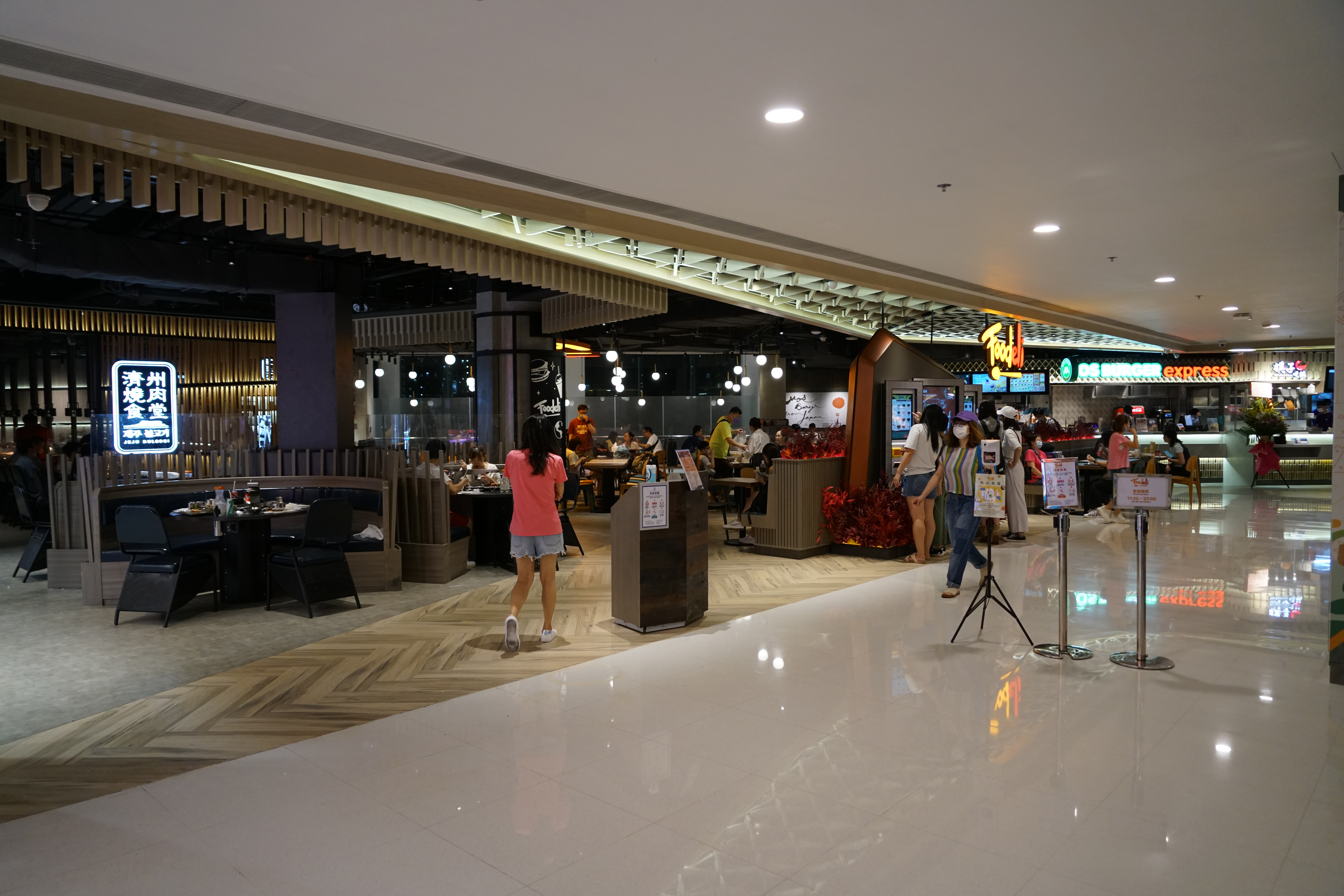
二期5樓設屬於富臨集團旗下的美食廣場Foodeli

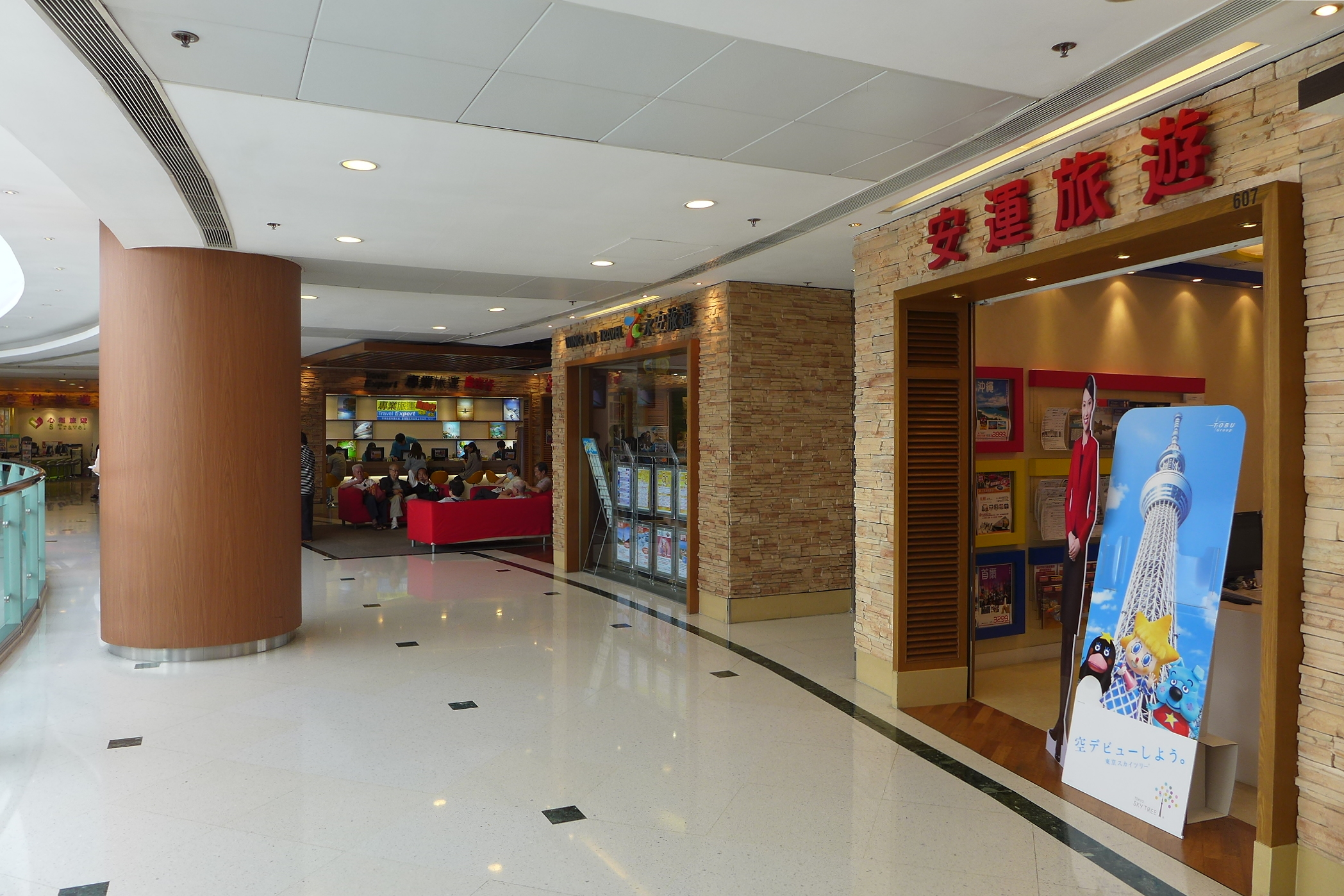
第二期商場6樓「旅遊天地」（2014年）

第二期商場於1997年開幕，樓高6層（3樓至8樓），由新世界集團及地鐵公司合作發展。港鐵持有50%，其餘50%由新世界發展持有。其中「陽光大道」和商場中庭均裝設玻璃天幕，利用自然光為商場帶來生氣。當年最大租戶為永安百貨，到2003年7月結業後改為宜家傢俬。商場二期的洗手間於2007年耗資400萬重新裝修，設計格調可媲美六星級酒店。
「陽光大道」為二期商場的主入口，位於3樓，兩旁設多個國際名牌化妝品及健康產品。主要租戶包括ANNA SUI、APIVITA、BIODERMA、CLINIQUE、Crabtree & Evelyn、~H2O+、Jurlique、Melvita和SKINFOOD。3樓亦設「蔘茸坊」，結合多間蔘茸行，並設有休息區。「蔘茸坊」所有商店於2017年結業，改為運動用品店。同層亦開設佔地超過8000呎的MJstyle & Topfeeling服裝及家品店。
該層設通道連接地下巴士站和的士站、以至兩幢甲級寫字樓（港鐵總部大樓及恒生中心）。
4樓設多間童裝店、嬰兒用品店。食肆為牛角日本燒肉專門店（香港首間）、Pasco麵包店和紅屋 OKa's。PIAGO百貨內亦設美食廣場。PIAGO百貨在2019年3月結業後，原址到2020年6月22日改為全港最大的無印良品，佔地24,000平方呎，引入香港首次推出的「食材市集」、「茶米工房」和「刺繡工房」。
5樓設多間童裝店、家品店、煤氣客戶中心、兩間診所、眼鏡店、商務印書館、突破書廊和屈臣氏。食肆為大快活、嚐越和翡翠拉麵小籠包。而前PIAGO百貨位置分拆為5間商店，包括Pacific Coffee、日本遊戲機中心NAMCO和2020年7月15日開幕，屬於富臨集團旗下的美食廣場「Foodeli」。
6樓設「旅遊天地」，以木條作主題，為旅行社的集中地。其餘租戶包括天道書樓、快圖美、唐安麒美顏瘦身專門店、美國冒險樂園（已結業）和Virtual Zone遊戲機中心。食肆以中式酒樓為主，包括喜悅軒酒家、金滿庭和稻香超級漁港。到2017年，稻香超級漁港原址改為全港最大的歐化傢俬。
2015年12月，港鐵宣佈將位於德福廣場二期上的港鐵總部大樓7至8樓的車務訓練中心關閉，並將空出來的樓面面積納入德福廣場二期範圍，樓層編號維持7及8。港鐵以超過2.98億元向地政總署完成九龍灣德福廣場二期補地價，將增加商場樓面面積約36,598方呎，在2017年6月開幕。7樓全層曾經為健身中心舒適堡（2017年7月—2024年2月）、8樓全層為稻香，裝修以白色作主調。受工程影響，開業近20年的遊戲機中心「虛擬遊界Virtual Zone」於2016年6月3日結業。原址在2017年6月改為譚仔三哥米線、大家樂及KFC。

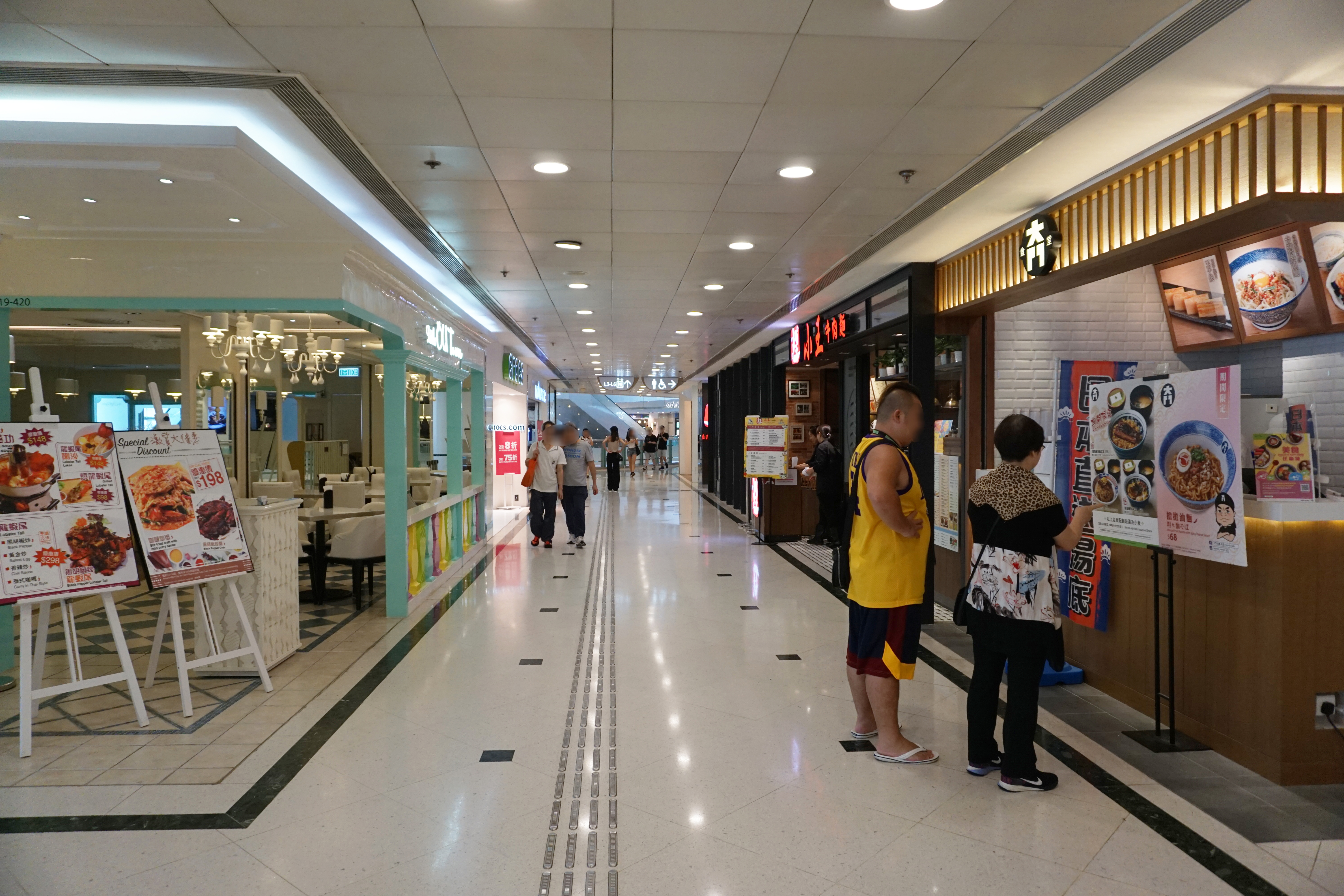
4樓
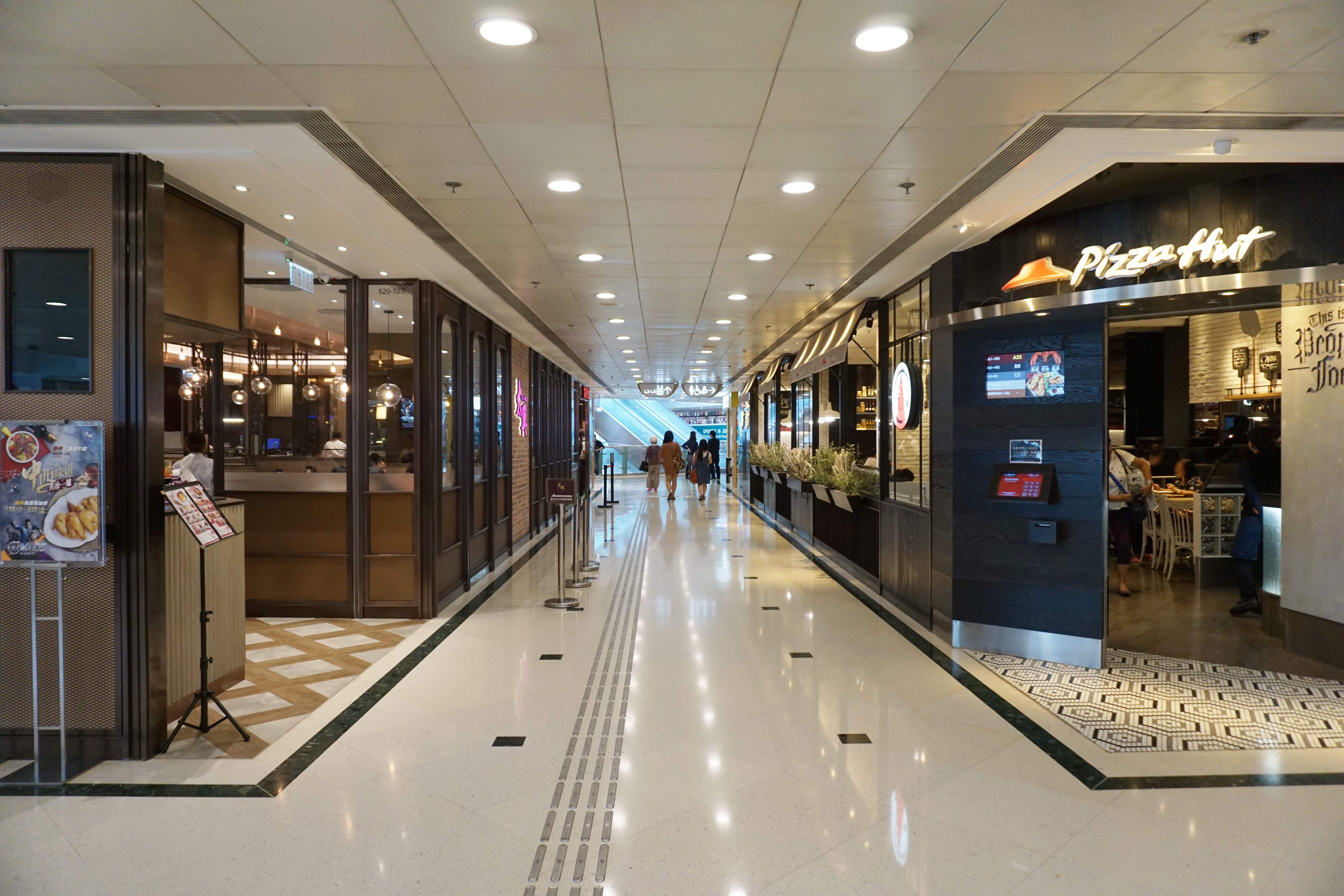
5樓
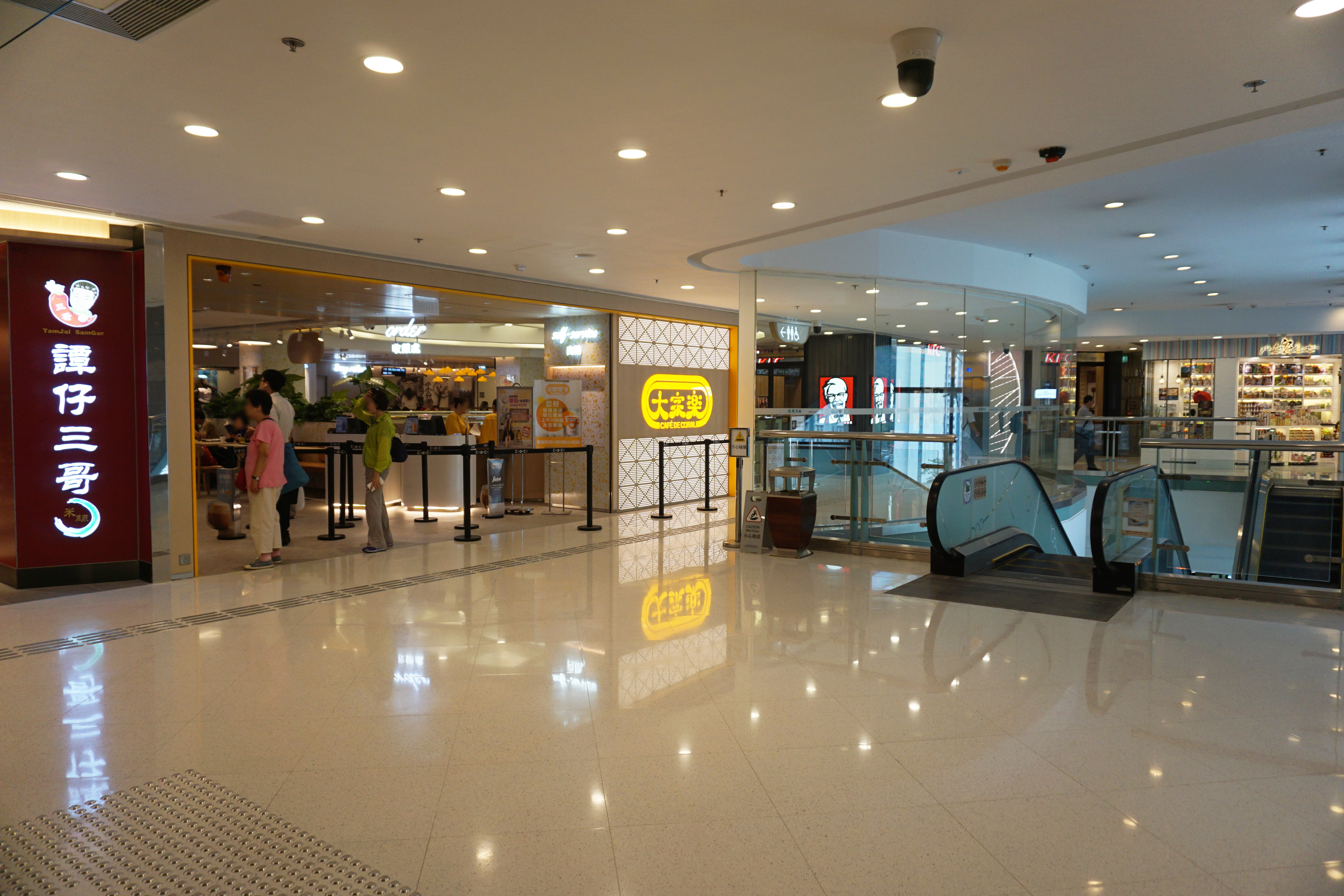
6樓
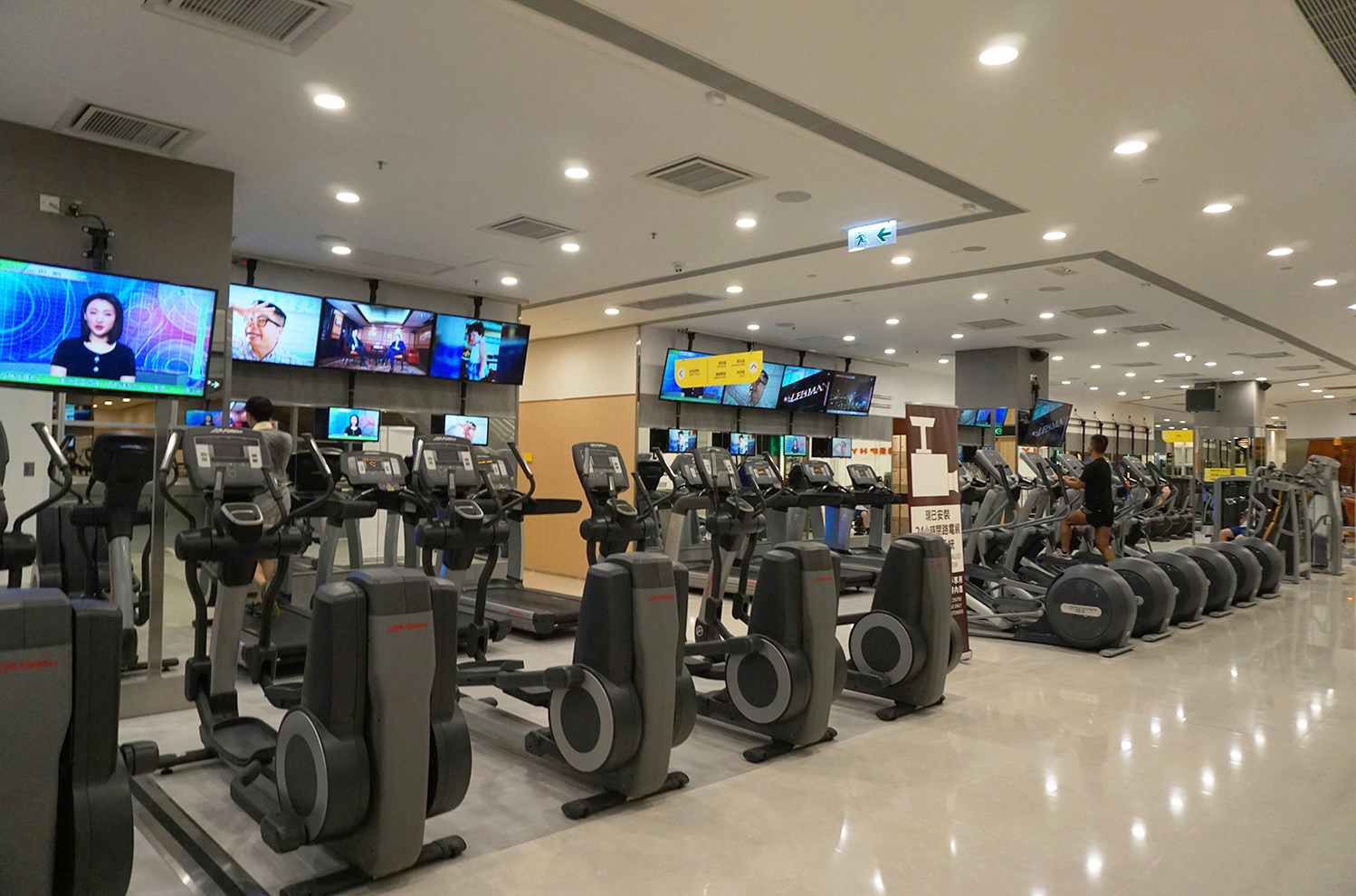
7樓健身中心舒適堡
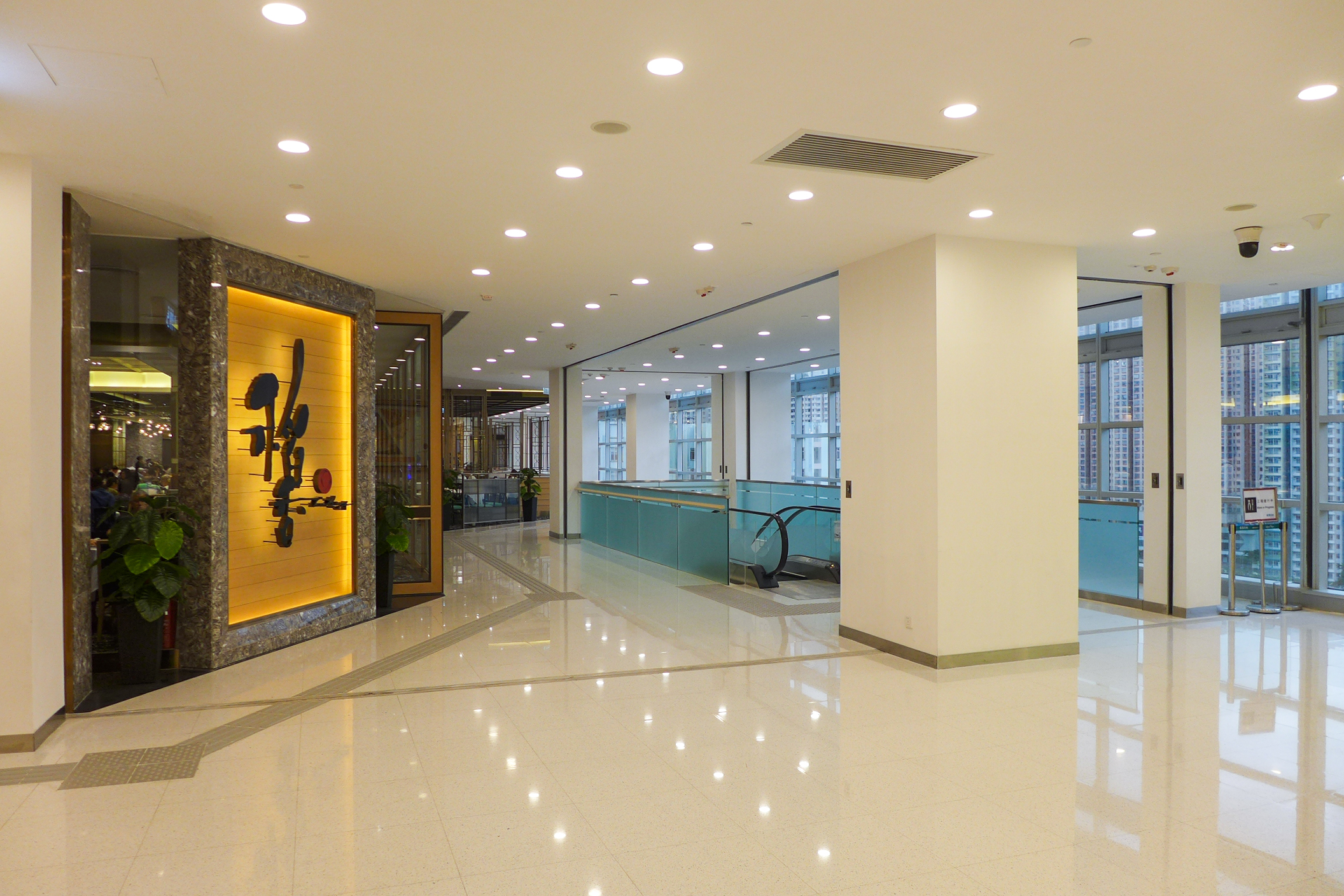
8樓稻香

## 店鋪
由於德福廣場內的所有店鋪多為售賣高檔產品及連鎖店，以中等收入家庭或中產階層以上為主要銷售對象，總面積逾83,000平方米。而於2006年6月至2007年2月，港鐵公司耗資5,000萬元翻新德福廣場一期（詳見「翻新工程」一節），將所有店鋪重新整頓，原有的惠康超級市場、UA等大型店鋪亦遷至同區商場MegaBox內，並引入大型連鎖店及售賣高檔產品店鋪，例如Market Place by Jasons、SK-II化妝店、AGATHA首飾店、ZARA(已結業)、GUESS時裝店及AV Life影音店等，成為區內主要售賣中高檔產品的商場之一。其中麥當勞在1982年率先開業，該店舖也曾經於2011年年初搬遷至另一位置。商場內其他主要租戶包括HMV、百老匯、實惠、UNIQLO及馬莎百貨，當中HMV已於2018年12月18日結業，19日懸空，現址為Foot Locker。
2010年4月，UNY旗下的日式家居生活百貨新品牌PIAGO，首次於香港開設分店，租用九龍灣德福廣場二期4至5樓位置，合共70,000平方呎樓面，佔原租戶宜家傢俬約70%，租約期為6年，租金較宜家的租約升幅達15%。新店共佔兩層，包括超級市場及生活家品兩個專區，於2010年12月17日開業，已於2019年4月1日結業，原址到2020年6月22日改為全港最大的無印良品。
至於3樓的20,000平方呎樓面由日資服裝零售品牌UNIQLO承租設立全港最大旗艦店，面積比場內舊店增加約2.3倍，於2010年11月12日開業，但到2013年4月被利舞臺旗艦店取代。小南國集團旗下南小館於2012年6月開業。

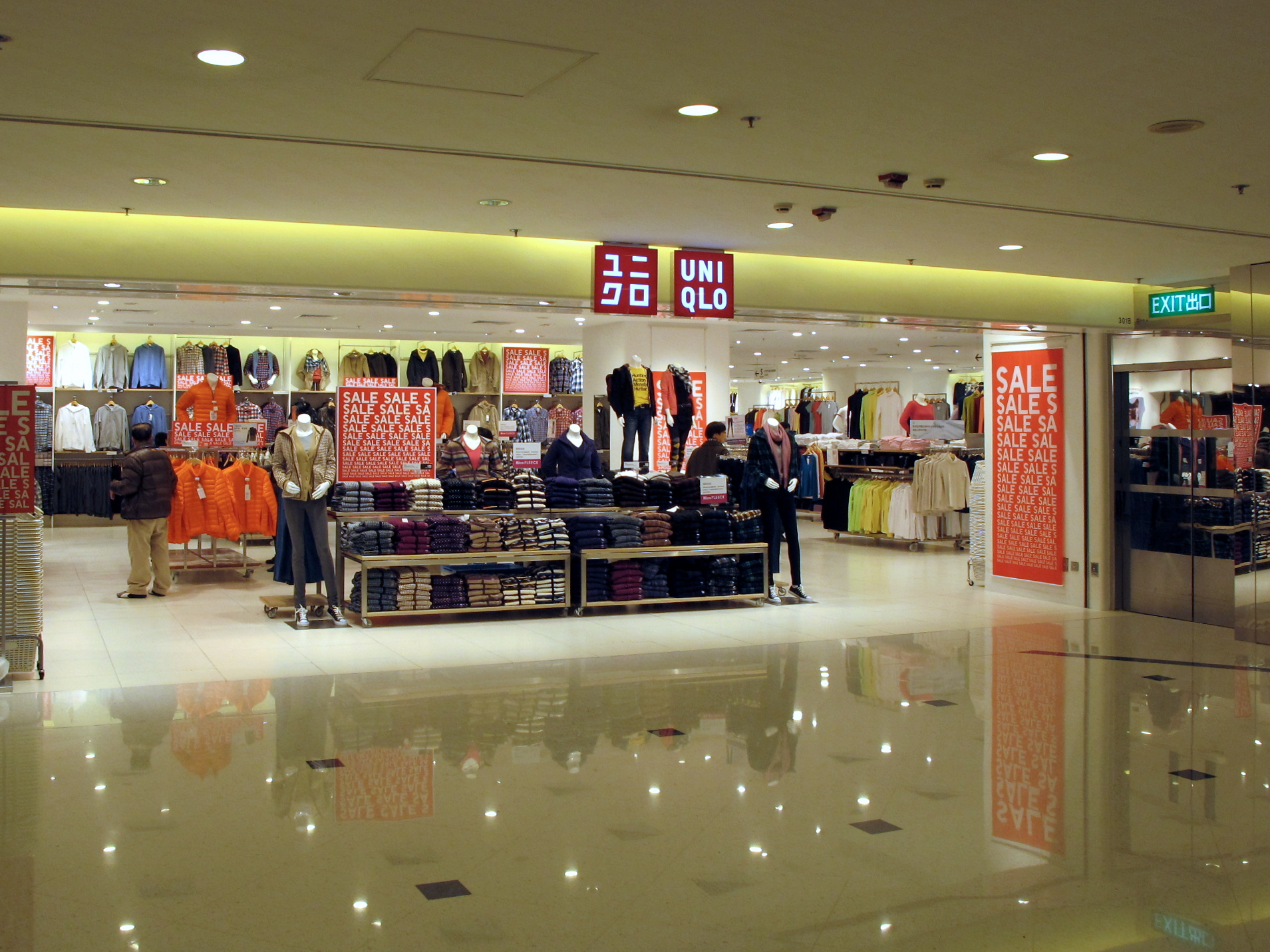
德福廣場UNIQLO曾為全港最大的分店，到2013年4月被利舞臺旗艦店取代
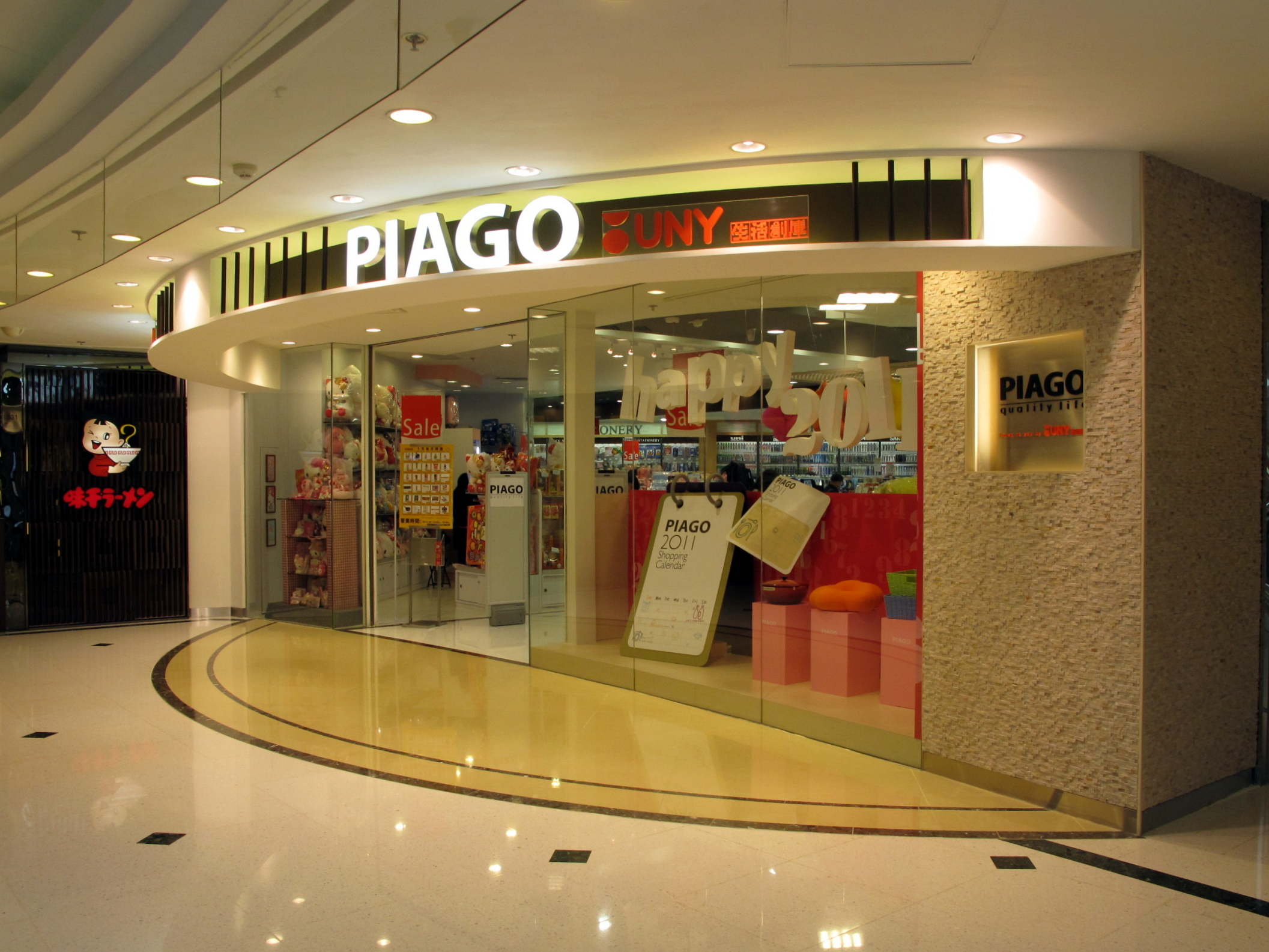
UNY旗下的日式家居生活百貨新品牌PIAGO，已於2019年4月1日結業
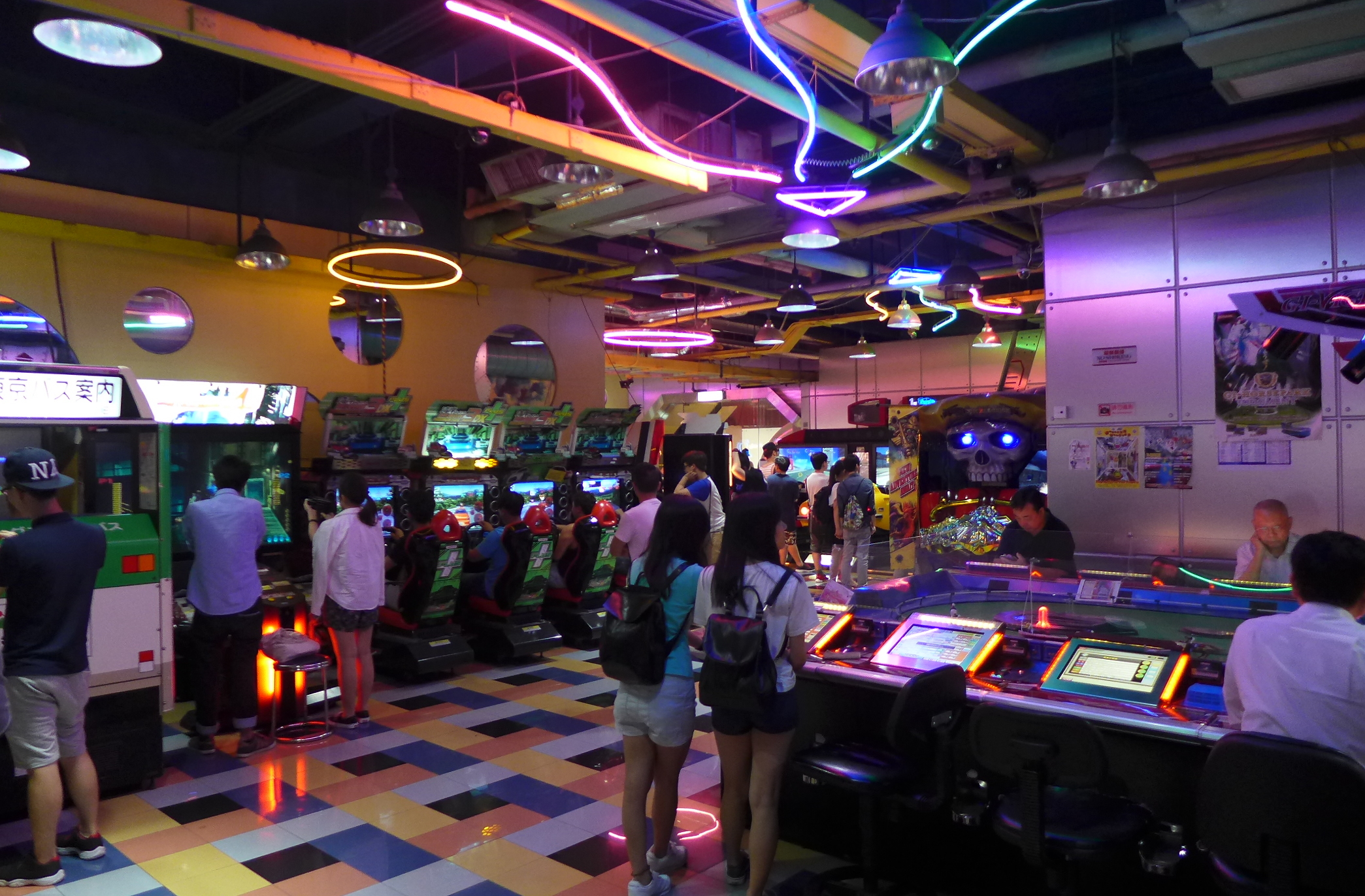
開業將近20年的遊戲機中心Virtual Zone受工程影響，已於2016年6月3日結業
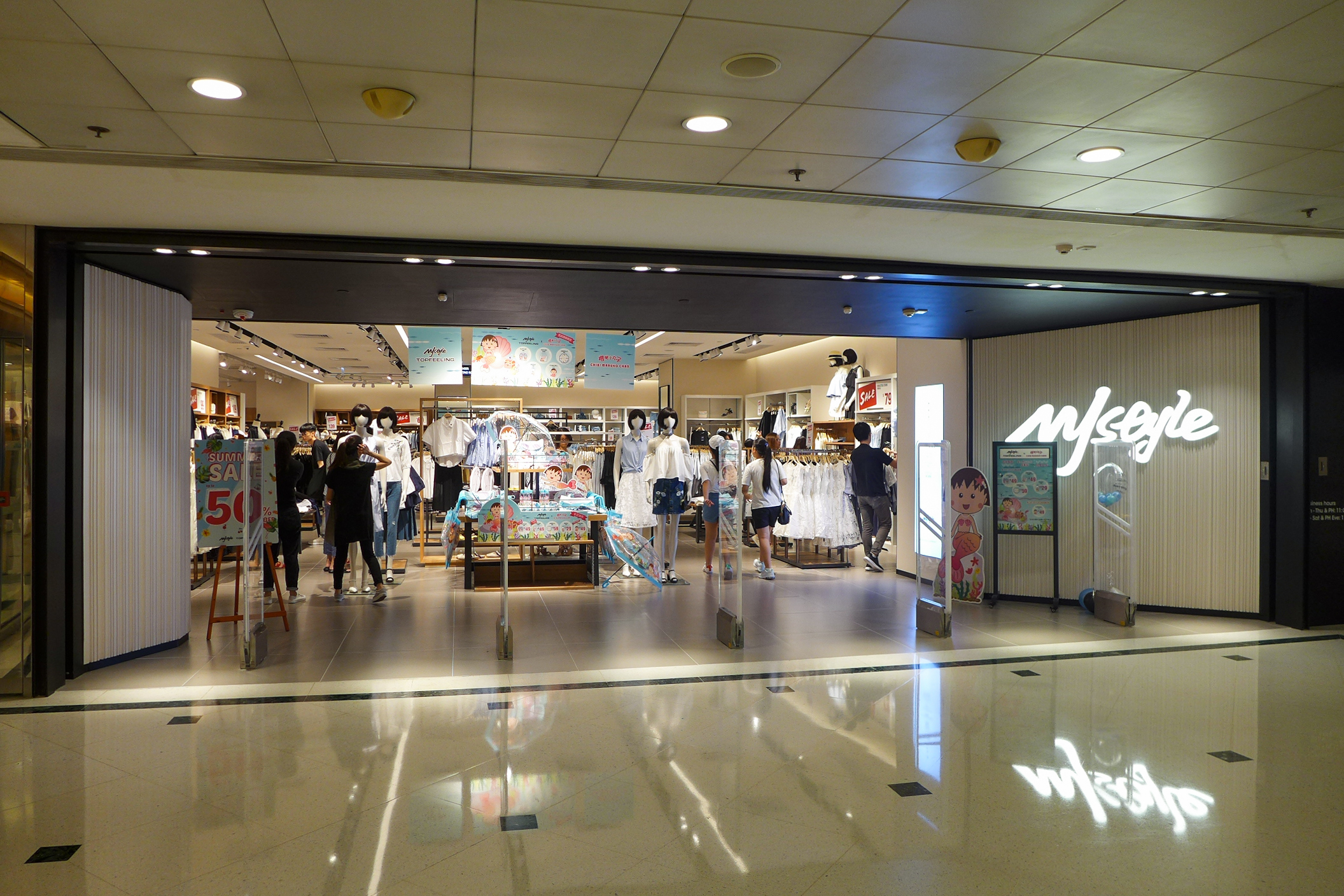
MJstyle旗艦店，佔地逾8,000平方尺
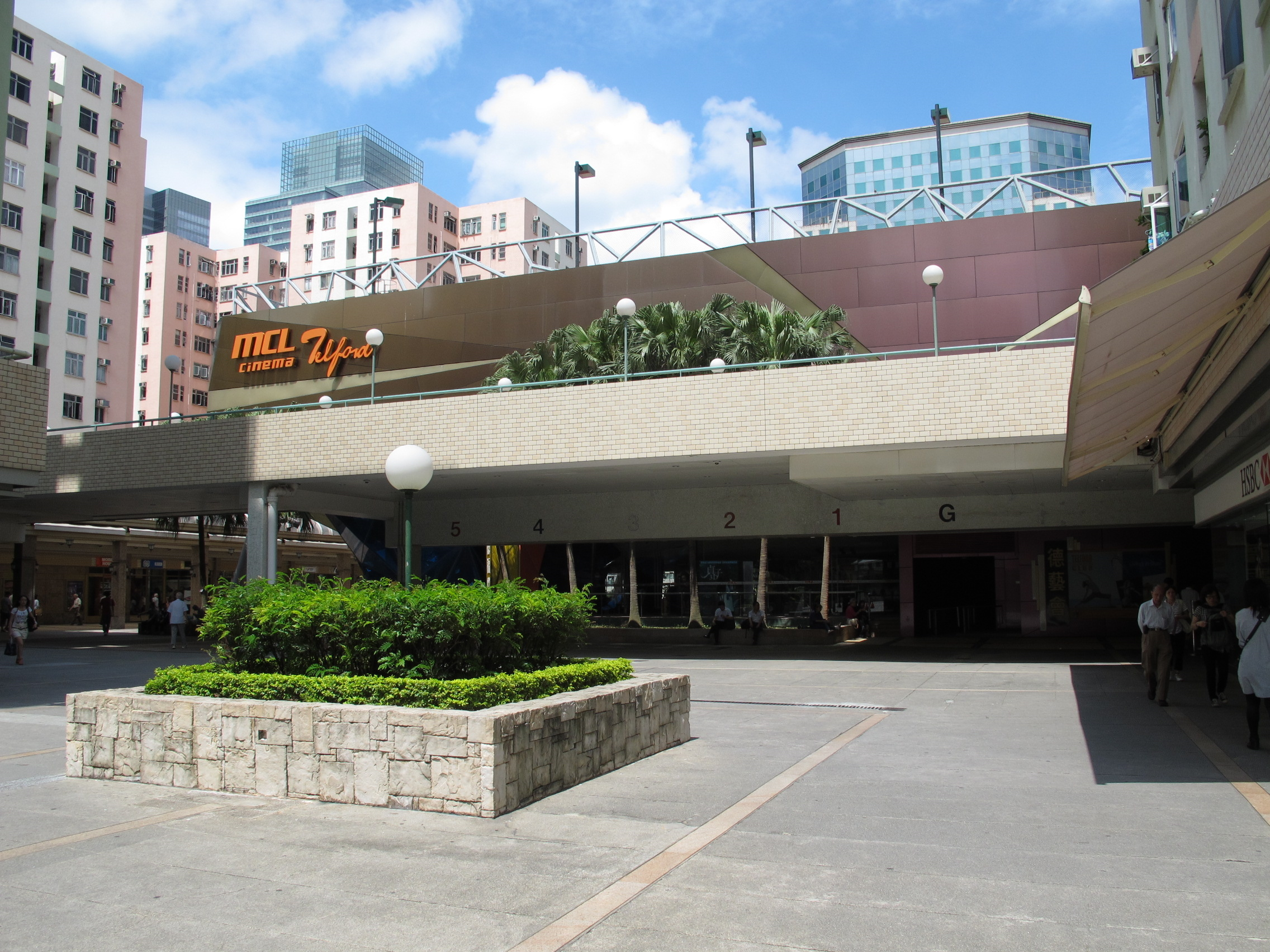
MCL戲院
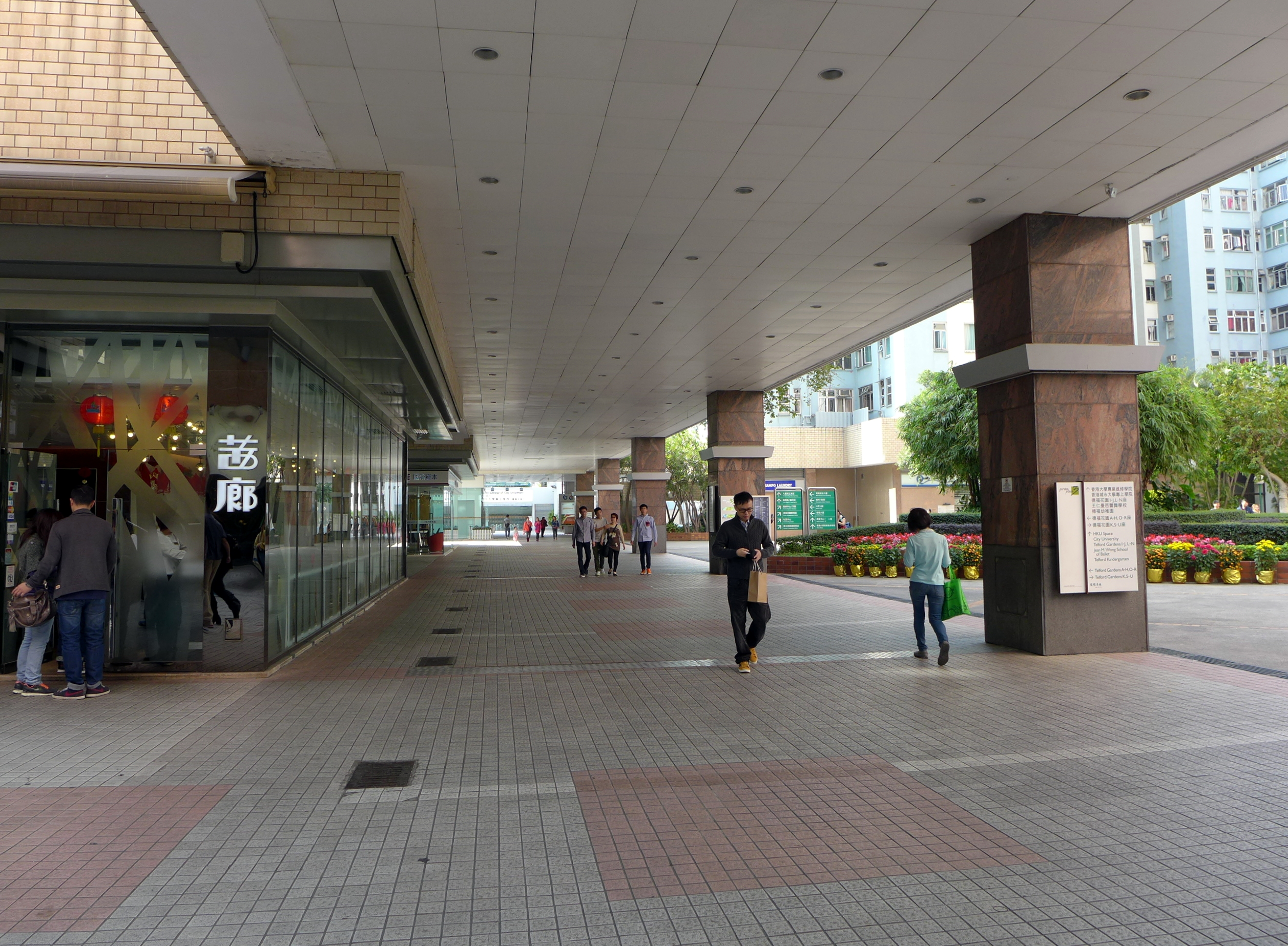
往九龍灣商貿區的通道

### 戲院大樓

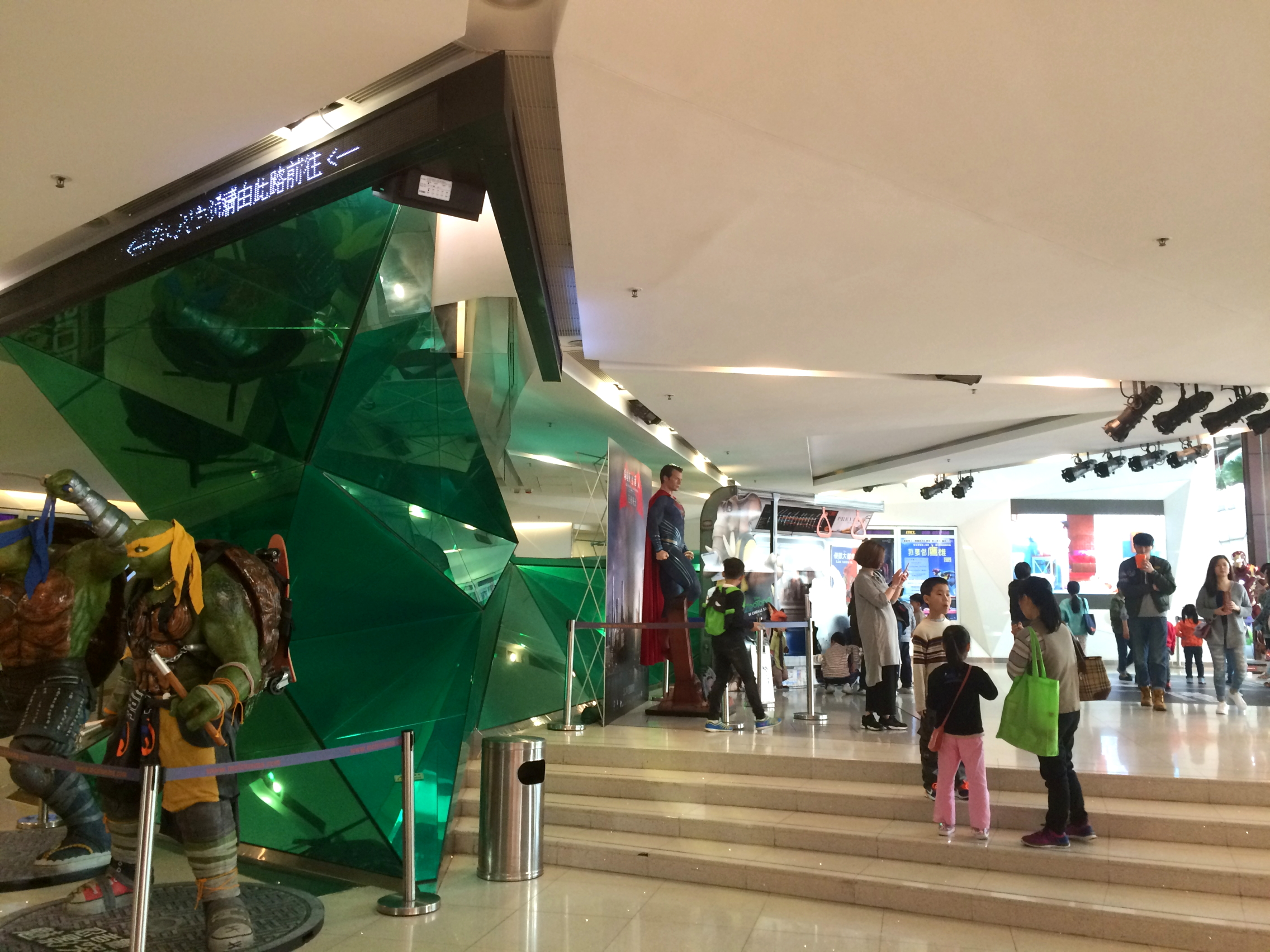
MCL德福戲院內貌

戲院大樓位於德福花園平台，在1980年代分別是環球戲院和宇宙戲院，入口大堂互通，戲院佈局相似。由遠東集團經營，到了90年代則是新寶經營，環球是新寶線，宇宙是新寶西片線。其後環球和宇宙戲院結業後，由UA租用原址，改裝成為五間迷你戲院。因UA Megabox於2007年6月7日開幕，戲院於2007年3月14日結業。
現時MCL德福戲院於2008年8月19日開業，由新福港負責興建，工程耗資逾5,000萬，總面積超過25,300呎，設6間影院共819個座位，包括2間迷你戲院。戲院由AGC Design設計，以寶石做主題，並曾獲得3個國際性的設計大獎。戲院在2017年4月進行裝修及升級工程，設MX4D戲院和House FX。

## 商戶列表
| 商戶名稱                         | 樓層    | 室號            |
| -------------------------------- | ------- | --------------- |
| 銀行                             |         |                 |
| 中國工商銀行（亞洲）             | 1期1樓  | F19             |
| 東亞銀行                         | 1期1樓  | F12B            |
| 國浩資本                         | 平台    | P4/6            |
| 大新銀行                         | 1期1樓  | F5A/F6A         |
| 恒生銀行                         | 平台    | P18-20          |
| 滙豐銀行                         | 平台    | P15-16A         |
| 渣打銀行                         | 平台    | P9-12           |
| 中國銀行（香港）                 | 平台    | P2/3/5/7/8A     |
| 消間娛樂                         |         |                 |
| MCL德福戲院                      | 平台    | P23             |
| 德藝會                           | 平台    | P13-14          |
| 突破書廊                         | 2期5樓  | 509             |
| 美國冒險樂園                     | 2期6樓  | 612-614         |
| 地產代理                         |         |                 |
| 利嘉閣                           | 1期1樓  | F12D            |
| 香港置業                         | 1期1樓  | F12A            |
| 中原地產                         | 1期1樓  | F8A             |
| 美聯物業                         | 1期1樓  | F7A             |
| 教育                             |         |                 |
| 深圳大學香港學院                 | 平台    | P30             |
| 王仁曼芭蕾舞學校                 | 平台    | P33A            |
| 手提電話                         |         |                 |
| CSL                              | 1期1樓  | F31             |
| 3 Shop                           | 平台    | P44             |
| one2free                         | 平台    | P45-46          |
| PCCW                             | 平台    | P47             |
| 衛訊電訊                         | 1期地下 | G55             |
| Samsung                          | 1期地下 | G56-57          |
| SmarTone                         | 平台    | P49-50          |
| 中國移動通信                     | 平台    | P43             |
| 金寶找換店                       | 平台    | P42             |
| 電腦                             |         |                 |
| 電腦廊                           | 2期3樓  | 354-355         |
| 醫療及診所                       |         |                 |
| ASA物理治療                      | 2期5樓  | 514             |
| 卓健醫療                         | 平台    | P1A             |
| 聯合醫務中心                     | 2期5樓  | 515             |
| 鍾慶銓牙科醫務所                 | 平台    | P1B             |
| 家居佈置                         |         |                 |
| ANGEL WIEN                       | 2期5樓  | 526-527         |
| Natural Home                     | 2期5樓  | 525             |
| 實惠                             | 1期地下 | G52             |
| 超級市場                         |         |                 |
| MARKET PLACE by JASONS           | 平台    | P27             |
| 眼鏡                             |         |                 |
| eGG Optical Boutique             | 2期3樓  | 348             |
| image optical                    | 2期5樓  | 528 & 530       |
| 亮視點                           | 1期地下 | G64             |
| 眼鏡88                           | 1期地下 | G95             |
| 百貨                             |         |                 |
| 無印良品                         | 2期4樓  | 401-402 &431    |
| 馬莎百貨                         | 1期地下 | G3              |
| 電器                             |         |                 |
| new:vision                       | 1期1樓  | F30             |
| 蘇寧                             | 1期地下 | G19/G58         |
| 中原電器                         | 1期地下 | G23-24          |
| 百老滙                           | 1期地下 | G20-22 & G42-44 |
| 豐澤電器                         | 1期地下 | G45-51          |
| 鐘錶／珠寶首飾／金行             |         |                 |
| JUST 925                         | 1期1樓  | F22A            |
| Morellato                        | 1期地下 | G9              |
| PINKBOX                          | 2期3樓  | 315             |
| PN                               | 平台    | P53             |
| Tic Tac Time                     | 1期1樓  | F14             |
| Trollbeads                       | 2期3樓  | 343             |
| 六福珠寶                         | 1期1樓  | F4              |
| 周大福                           | 平台    | P37-38          |
| 周生生                           | 平台    | P51-52          |
| 時間廊                           | 1期地下 | G7              |
| MaBelle                          | 平台    | P54             |
| 食品                             |         |                 |
| GODIVA Chocolatier               | 1期地下 | G33             |
| Happy Lemon                      | 1期1樓  | F12C            |
| PONTINI WINE CELLARS             | 2期3樓  | 356             |
| 洪瑞珍                           | 1期地下 | G96-G97         |
| 泰昌餅家                         | 平台    | P24-25          |
| 盞記燕窩專門店                   | 2期3樓  | 303             |
| 曲奇薈                           | 2期3樓  | 344             |
| 龍島美食店                       | 1期地下 | G60             |
| 奇華餅家                         | 1期1樓  | F3              |
| 東海堂                           | 2期3樓  | 308             |
| 英王麵包店                       | 1期地下 | G98             |
| Chateraise                       | 1期地下 | G62             |
| Panash                           | 1期1樓  | F33-34          |
| 食肆                             |         |                 |
| 加東                             | 2期4樓  | 419-420         |
| 荳子                             | 平台    | P39A            |
| Haagen-Dazs                      | 平台    | P41             |
| ITALIAN TOMATO cafe              | 1期地下 | G20A            |
| Oliver's Super Sandwiches        | 1期地下 | G102            |
| Pacific Coffee                   | 2期3樓  | 347A            |
| 牛陣                             | 1期地下 | G99-100         |
| Simplylife Bakery Cafe           | 平台    | P26             |
| Mr. Steak                        | 2期4樓  | 415-417         |
| たまご園                         | 2期4樓  | 413-414         |
| 翡翠拉麵小籠包                   | 1期地下 | G53A            |
| 元氣壽司                         | 1期地下 | G54A1           |
| 燒肉Like                         | 1期地下 | G101            |
| METRO豚骨BASE                    | 1期地下 | G101A           |
| 亞參鷄飯                         | 1期地下 | G102            |
| 豚丼本家                         | 1期地下 | G54A2           |
| L.D.K. by Ufufu Cafe             | 1期1樓  | F23             |
| 南小館                           | 1期地下 | G53A            |
| 利苑                             | 1期1樓  | F2              |
| 太平洋咖啡                       | 2期5樓  | 531             |
| Outback Steakhouse               | 2期6樓  | 601             |
| 必勝客                           | 2期5樓  | 510-513         |
| 上海姥姥                         | 2期5樓  | 528-529         |
| 小王牛肉麵                       | 2期4樓  | 410-412         |
| 星巴克                           | 1期地下 | G1A             |
| 犇殿台灣火鍋                     | 1期1樓  | F1              |
| 千両                             | 1期1樓  | F27             |
| 敏華冰廳                         | 1期1樓  | F28             |
| 錦麗越南牛肉粉專門店             | 1期1樓  | F29             |
| 牛角日本燒肉專門店               | 2期4樓  | 429             |
| 美心Food                         | 平台    | P17             |
| 魚尚                             | 平台    | P17A            |
| 美心皇宮                         | 1期地下 | G54-G54A        |
| 北京樓                           | 1期1樓  | F20             |
| 太興                             | 2期5樓  | 520-523         |
| 茜廊餐廳                         | 平台    | P8              |
| 茶米                             | 平台    | P23             |
| Pret A Manger                    | 平台    | P18             |
| 麥當勞/McCafe                    | 1期1樓  | F21             |
| 肯德基                           | 1期1樓  | F28             |
| Terrace in seaside               | 1期1樓  | F11             |
| 禮品店                           |         |                 |
| Hallmark                         | 2期3樓  | 319             |
| TRENDYLAND                       | 1期1樓  | F25             |
| 施華洛世奇                       | 1期地下 | G25             |
| 名筆館                           | 2期3樓  | 318             |
| 健康及美容                       |         |                 |
| ISA KNOX                         | 2期3樓  | 326-327         |
| ~H2O+                            | 2期3樓  | 332-333         |
| Aesop                            | 2期3樓  | 322             |
| ANNA SUI                         | 2期3樓  | 341-342         |
| APIVITA                          | 2期3樓  | 328             |
| AVEDA                            | 2期3樓  | 323-324         |
| BIODERMA                         | 1期地下 | G9A             |
| Chanel Beaute                    | 1期地下 | G72A            |
| CLARINS                          | 1期地下 | G73             |
| Colourmix                        | 1期地下 | G27             |
| COVERMARK                        | 2期3樓  | 325             |
| Jurlique                         | 2期3樓  | 331             |
| Kiehl's                          | 1期地下 | G74             |
| LANCÔME                          | 1期地下 | G4              |
| LANEIGE                          | 1期地下 | G12             |
| L'OCCITANE                       | 1期地下 | G77             |
| Melvita                          | 2期3樓  | 340             |
| MIOGGI                           | 1期地下 | G14             |
| OSIM                             | 1期地下 | G40             |
| Parfums Christian Dior           | 1期地下 | G4A             |
| SHISEIDO                         | 1期地下 | G75             |
| shu uemura                       | 1期地下 | G76             |
| SK-II                            | 1期地下 | G72             |
| SKIN FOOD                        | 2期3樓  | 335-336         |
| Sofina                           | 2期3樓  | 320-321         |
| THE BODY SHOP                    | 1期地下 | G34             |
| VICHY                            | 2期3樓  | 334             |
| WHO'S Aromist                    | 2期3樓  | 339             |
| 無添加                           | 1期1樓  | F32             |
| Benefit                          | 1期地下 | G35             |
| 名髮廊                           | 1期1樓  | F13B            |
| 倩碧                             | 2期3樓  | 337-338         |
| 唐安麒美顏瘦身專門店             | 2期6樓  | 608-609         |
| CRABTREE & EVELYN                | 2期3樓  | 329-330         |
| 海濤髮廊                         | 1期1樓  | F18A            |
| 屈臣氏                           | 2期5樓  | 506-507         |
| 莎莎                             | 1期地下 | G36             |
| 萬寧                             | 1期1樓  | F16A/17-17A     |
| 官燕棧                           | 2期3樓  | 305             |
| 長豐中西藥房                     | 1期1樓  | F14A-15A        |
| 位元堂                           | 2期3樓  | 304             |
| 余仁生                           | 2期3樓  | 302             |
| 東方紅                           | 2期3樓  | 306-307         |
| 鞋類                             |         |                 |
| ALDO                             | 1期地下 | G5              |
| Clarks                           | 1期1樓  | F8              |
| Dr. Kong                         | 2期4樓  | 403             |
| GEOX                             | 1期1樓  | F18             |
| Jipi Japa                        | 2期3樓  | 351-352         |
| Joy & Peace                      | 1期地下 | G80             |
| le saunda                        | 1期地下 | G66             |
| MAUD FRIZON PARIS                | 1期地下 | G8              |
| MILLIE'S                         | 1期地下 | G28             |
| Mirabell                         | 1期1樓  | F9A             |
| STACCATO                         | 1期地下 | G26             |
| Venilla Suite                    | 1期地下 | G85             |
| Viva Circus                      | 1期地下 | G6              |
| Walker Shop                      | 1期1樓  | F24             |
| 運動服裝及用品                   |         |                 |
| ACTIF                            | 2期3樓  | 353             |
| adidas                           | 1期1樓  | F16             |
| Columbia                         | 1期1樓  | F9B             |
| 馬拉松                           | 1期1樓  | F22             |
| DECATHLON                        | 2期3樓  |                 |
| 童裝                             |         |                 |
| Appaman                          | 2期5樓  | 505B            |
| Chicco                           | 2期5樓  | 503-504         |
| Chickeeduck                      | 2期4樓  | 408             |
| FABLES AZ                        | 2期4樓  | 431             |
| Hallmark Babies                  | 2期4樓  | 421             |
| Kingkow                          | 2期4樓  | 406-407         |
| Kor.Frn by J Ban's               | 2期4樓  | 404             |
| Mothercare                       | 2期4樓  | 422             |
| Sanrio Kids                      | 2期4樓  | 409             |
| SINOMAX Kids                     | 2期5樓  | 508             |
| Stride Rite                      | 2期5樓  | 505A            |
| 時裝                             |         |                 |
| CHOCOOLATE                       | 1期地下 | G30-31          |
| 6IXTY 8IGHT                      | 1期地下 | G38             |
| Accessorize                      | 1期地下 | G57             |
| ans                              | 2期3樓  | 347B            |
| Aqua Girl                        | 2期4樓  | 428             |
| b+ab                             | 1期地下 | G32             |
| bauhaus                          | 1期地下 | G37             |
| Bershka                          | 1期地下 | G78-79          |
| BESS                             | 1期地下 | G39             |
| Bossini                          | 1期1樓  | F15             |
| bread n butter                   | 1期地下 | G67             |
| Bubble                           | 2期3樓  | 311             |
| Charcoal Grey                    | 1期地下 | G83             |
| CHAT CHAT                        | 1期地下 | G59             |
| COTTON ON                        | 1期地下 | G89-90          |
| Drex Fable                       | 1期地下 | G61             |
| Extravaganza & Porter            | 1期地下 | G10-11          |
| FRENCH CONNECTION                | 1期地下 | G71             |
| FX CREATIONS                     | 1期1樓  | F23A            |
| G2000                            | 1期地下 | G13,G62-63      |
| Giordano Ladies' & Concept 1 One | 1期地下 | G68-69          |
| initial                          | 1期地下 | G41             |
| initial                          | 1期地下 | G82             |
| Jasmine.N                        | 2期4樓  | 423             |
| Jo Marjery                       | 2期4樓  | 418             |
| JUICY GIRL                       | 2期3樓  | 312             |
| K-Swiss                          | 1期1樓  | F11             |
| La Grace                         | 2期4樓  | 430B            |
| Loverdrose & Co.                 | 1期地下 | G84             |
| LOWRYS FARM                      | 1期地下 | G81             |
| Marino                           | 2期4樓  | 430A            |
| Mastina                          | 1期地下 | G93             |
| Melani de moda                   | 1期地下 | G88             |
| mi-tu                            | 1期地下 | G65             |
| Mousse                           | 2期3樓  | 309             |
| Muse                             | 2期3樓  | 310             |
| PIT                              | 2期3樓  | 350             |
| Rabbit                           | 2期3樓  | 349             |
| Rabeanco                         | 1期地下 | G56             |
| Salad                            | 1期地下 | G17-18          |
| Samsonite                        | 1期1樓  | F13             |
| Sharon                           | 2期4樓  | 424             |
| Sinequanone                      | 1期地下 | G70             |
| SKECHERS                         | 1期1樓  | F26             |
| So.da                            | 2期4樓  | 425             |
| UNIQLO                           | 2期3樓  | 301B            |
| VANS                             | 1期1樓  | F10             |
| Veeko                            | 1期地下 | G94             |
| Viola Per Donna                  | 1期地下 | G87             |
| Wacoal                           | 1期地下 | G16             |
| Wanko                            | 1期地下 | G86             |
| Weekend Workshop                 | 1期地下 | G29             |
| YMK Boutique                     | 2期3樓  | 313             |
| ZARA                             | 1期地下 | G1-2            |
| Kiss                             | 2期4樓  | 427             |
| Wendy Shop                       | 2期4樓  | 426             |
| 佐丹奴                           | 1期地下 | G91-92          |
| 莉安娜                           | 1期1樓  | F29             |
| 旅遊                             |         |                 |
| 安運旅遊                         | 2期6樓  | 607             |
| 度新假期                         | 2期6樓  | 602A            |
| 心程旅遊                         | 2期6樓  | 602B            |
| 中國旅行社                       | 2期6樓  | 604A            |
| 永安旅遊                         | 2期6樓  | 606             |
| 新怡假期                         | 2期6樓  | 605             |
| 專業旅運                         | 2期6樓  | 604B            |
| 康泰旅行社                       | 2期6樓  | 616             |
| 其他                             |         |                 |
| OK便利店                         | 平台    | P40             |
| S Travel                         | 1期地下 | 602B            |
| Titus Boutique                   | 2期3樓  | 316-317         |
| 商務印書館                       | 2期3樓  | 301A            |
| 天道書樓                         | 2期6樓  | 610             |
| 快圖美                           | 2期6樓  | 617             |
| HMV                              | 1期1樓  | F5-7            |
| 通利琴行                         | 2期5樓  | 516-518         |
| 新寶乾洗                         | 平台    | P1C             |
| 新德福書局                       | 1期1樓  | F13A            |
| 煤氣客戶中心                     | 2期5樓  | 519             |

## 翻新工程
商場一期曾於1990年代作翻新工程，並以太陽和古典風格作主題，而現則以柚木，多姿多彩形成作主題。
於2006年年中，前地鐵公司宣佈動用5,000萬元翻新德福廣場一期，更換項目範圍內所有指示板，並重建二期所有洗手間，增加升降機等。於2007年初完成。這次工程把整個商場店鋪年整頓，把一些舊有店鋪如惠康超級市場、舊式中西藥房等，全部遷移至花園平台或同區商場MegaBox附近。而且要求原有店鋪透過地鐵商場管理處指定的承辦商翻新內部，並引入不少知名或大型連鎖店，重建場內3個中庭、地板、天花板、門廊，以及牆壁，均一併更換。
翻新後的第一期有以下特色：
- 「LED光波浪天花燈效」（即中庭的波浪型天花板），大大提升了商場整體的空間感，令商場的形象鮮明突出
- 重新裝修商場二期的洗手間，設計格調可媲美五星級酒店
- 重組租戶組合，引入更多食肆，為顧客提供更多用膳選擇

但是因翻新，以及吸引更多人流的緣故，地鐵商場管理處決定一期的末端，開設更多商店。因此，在居民強烈反對下，地鐵商場管理處漠視居民反對聲音，決定大肆逼遷與居民生活息息相關的店舖。地鐵商場管理處首先於2006年10月及2007年5月，分別逼遷惠康和百佳超級市場，並在百佳超級市場原址引入Market Place by Jasons外國式高檔超級市場，於2007年8月17日開幕。繼而，在2007年7月一次觀塘區議會會議中， 香港郵政署署長譚榮邦指出在商討位於廣場內的九龍灣郵政局續租事宜時，地鐵商場管理處竟要求郵政署動用港幣300萬元公帑，裝修翻新只用了6年的九龍灣郵政局，以配合地鐵商場管理處於九龍灣郵政局附近的吸引改造工程。結果，香港郵政署署長斷然拒絕地鐵商場管理處之要求，並於2007年8月宣佈把九龍灣郵政局搬遷往距離德福廣場外超過1公里（約20分鐘路程）之遙的企業廣場第一期，其後該郵政局於2023年12月11日再遷往九龍灣宏基街8號香港郵政大樓1樓，位於德福廣場的九龍灣郵政局則於2007年8月26日起關閉。此舉讓德福花園的居民感覺不便。
德福廣場附近戲院大樓也經歷多次變化，由1980年代的環球、宇宙戲院、UA，以至2008年8月的MCL德福戲院。

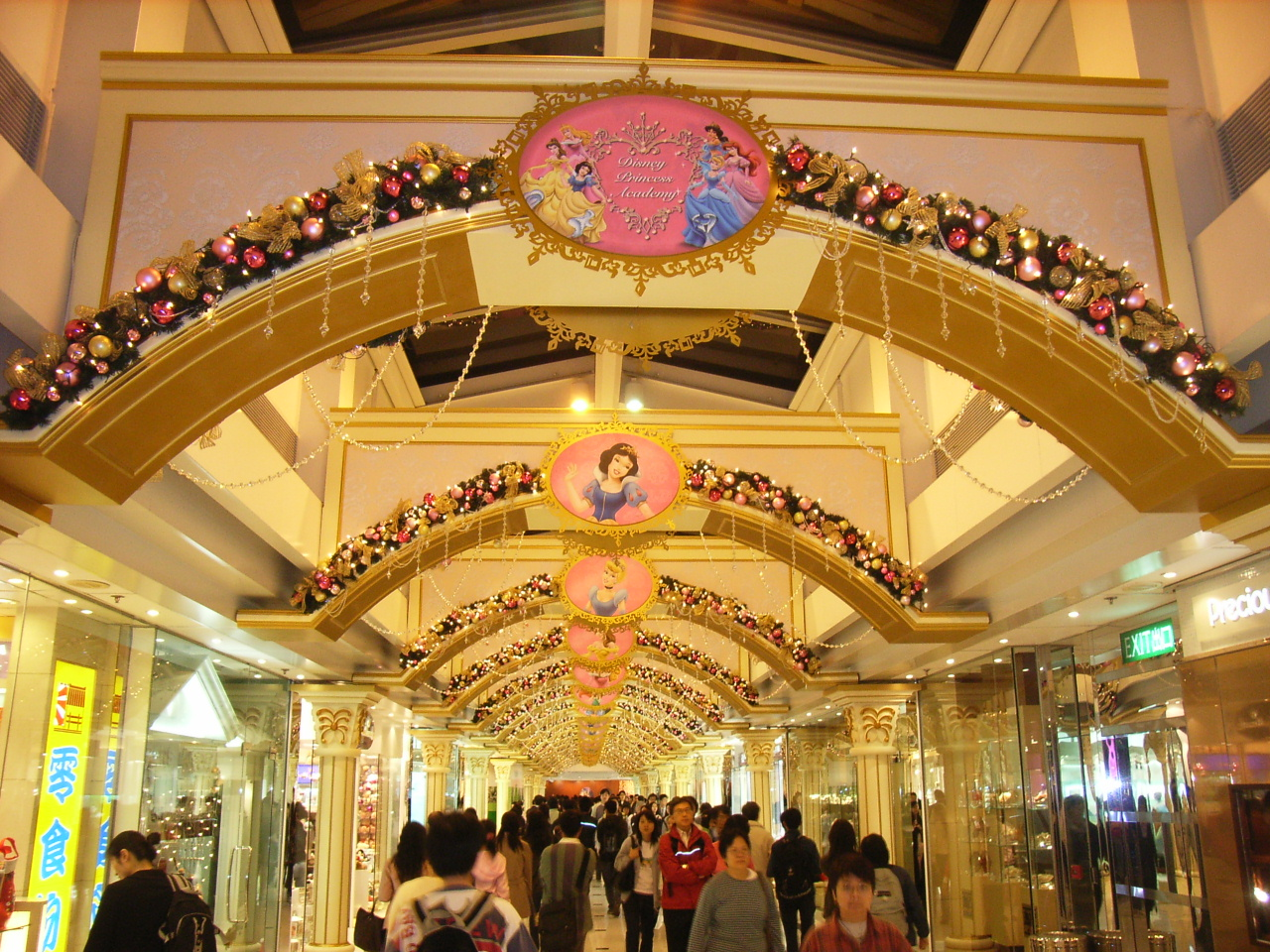
在聖誕節所舉行睡公主城堡活動
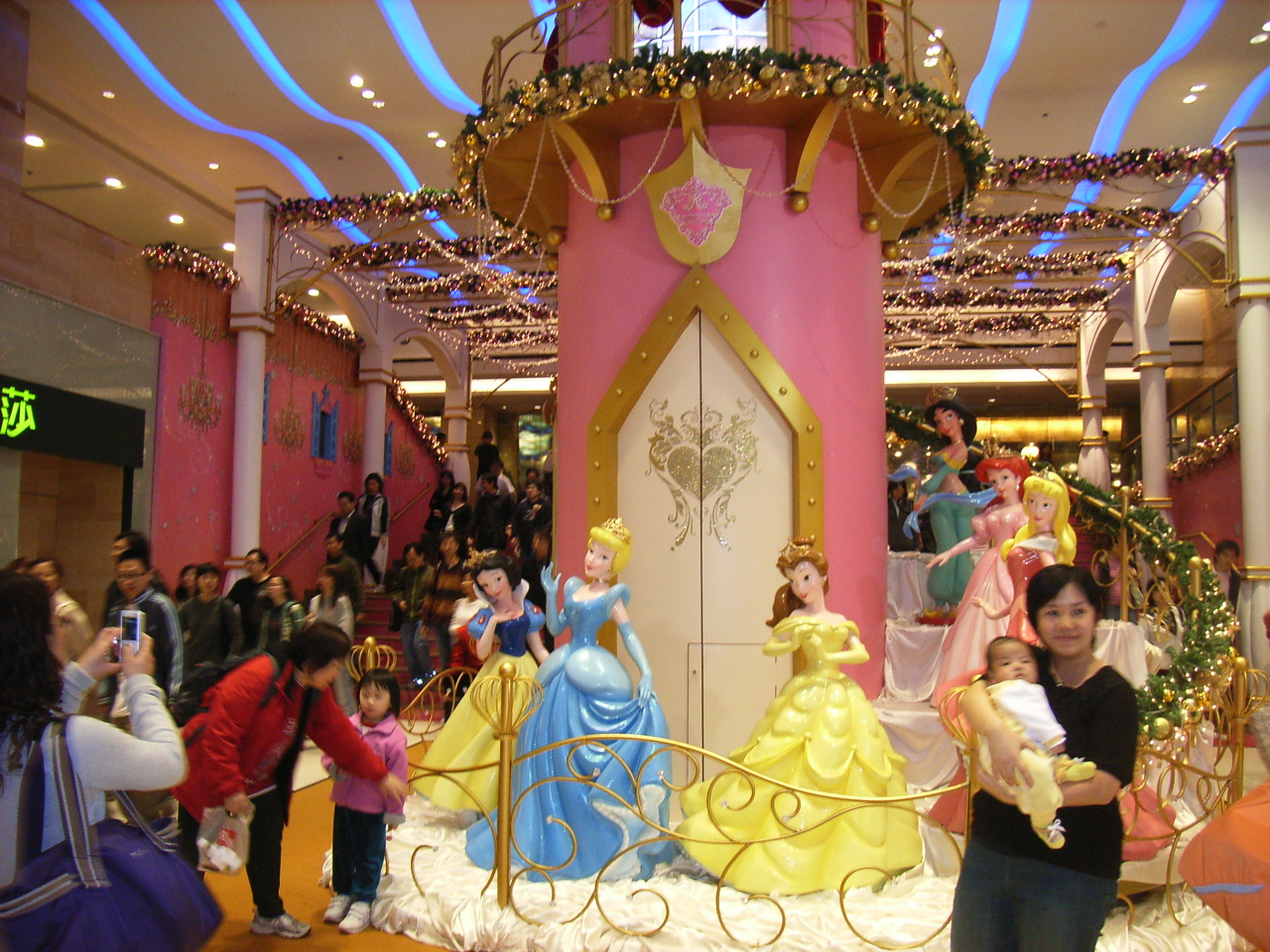
睡公主城堡活動於第1期中庭

2016年，二期亦進行翻新工程，包括將中庭部分空間劃為商舖、七樓及八樓改建為商舖、六樓遊戲機中心拆細為三間商舖、升降機連接三樓至八樓、加建連接六、七、八樓扶手梯。工程已於2017年完成。

## 聘藝人任商場代言人
2005年3月，商場破天荒聘請歌手梁詠琪任德福廣場代言人，計畫命名為「德福廣場形象推廣計劃」，為期1年，2005年4月7日正式與梁詠琪簽約，並展開推廣活動，耗資逾1,000萬元。代言人更成為商場的藝術顧問，並會在商場內闢一個角落，放置梁的設計作品，亦會參與商戶舖面的新設計。其後曾為商場設計首飾、開設藝術展覽及舉辦時裝匯演。

## 事件

### 致命交通意外
2019年9月12日傍晚，二期穿梭巴士站發生致命交通意外，有旅遊巴撞到市民，一名男途人傷重不治，至少6人受傷。

### 警察衝入商場制服多人

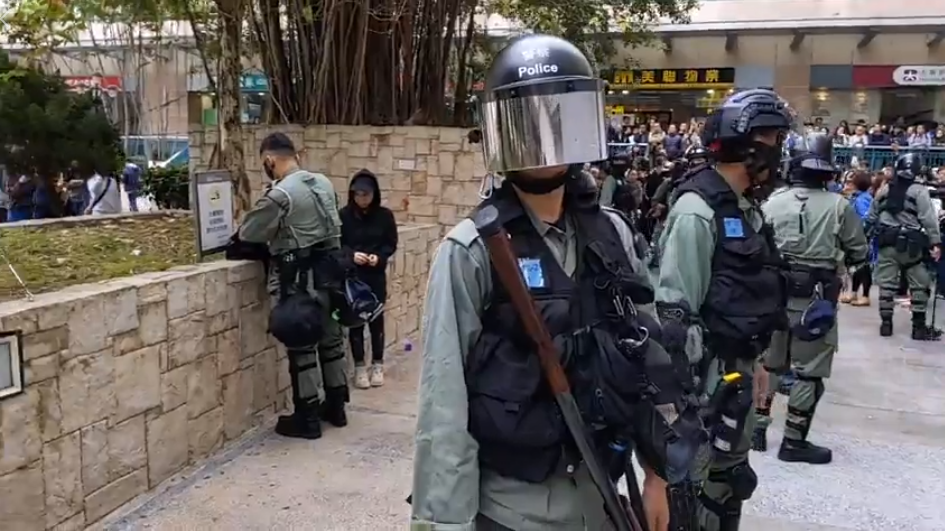
警員在商場外的花園制服最少兩名身穿黑衣的示威者

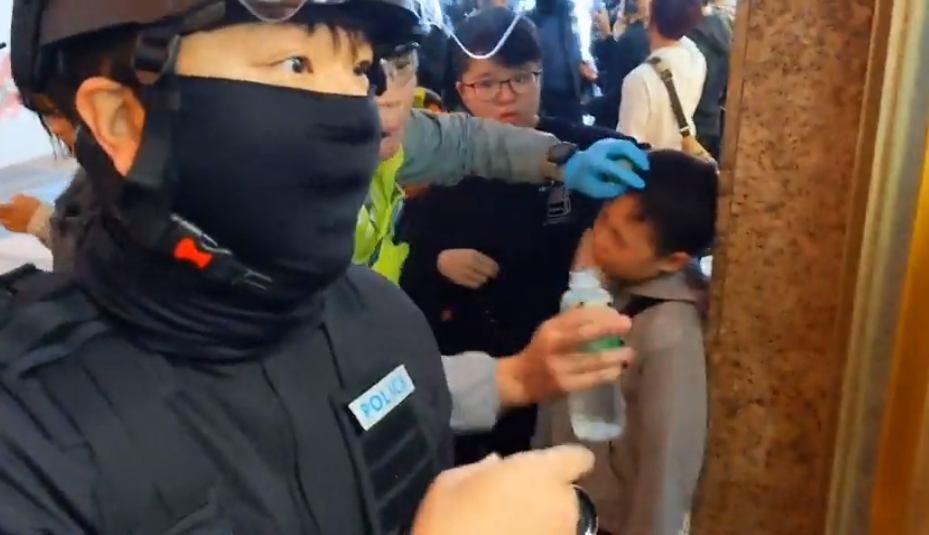
防暴警察在德福廣場施放胡椒噴霧，不少途經的市民被噴中，一名約10歲的男童「中椒」，需由義務急救員協助用清水沖洗眼睛

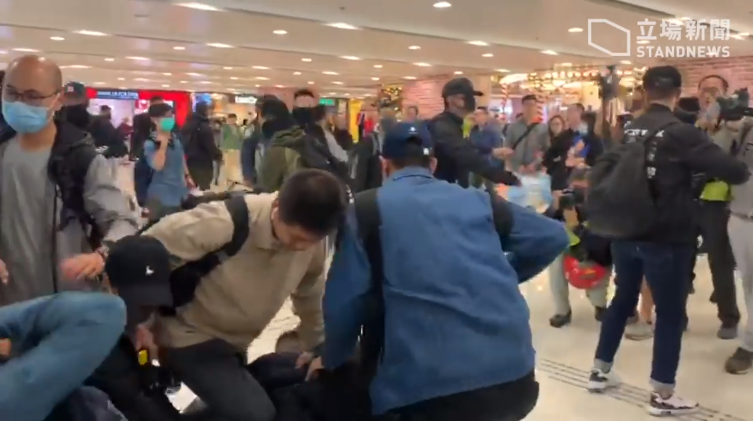
12月28日，便衣警手持胡椒噴劑，在商場內追捕至少3人，其後引起示威者不滿

於2019年香港逃犯條例爭議期間，香港多處均有示威活動，部分示威活動以流動型式進行。亦有部分網民因應美心集團創辦人伍沾德長女伍淑清言論，發起針對美心旗下食肆的活動。其中
2019年12月15日，網民發起在香港多區商場進行「和你CHRISTMAS SHOP」活動。下午約3時，市民在德福廣場示威期間，有示威人士針對美心食肆，貼號召罷食告示及噴漆，警員在外面的花園制服最少兩名身穿黑衣的示威者，結果遭大批示威者表示不滿，要求他們離開，警方對市民舉起手機拍攝感到不滿，之後引起爭執。其中一名警員行入人群中，在混亂情況下施放胡椒噴霧驅散人群，有一名約10歲的男童被射中，需由義務急救員協助。多名路過的市民和有線新聞台的攝影機亦被射中。
下午近5時，大批防暴警察再次衝入德福廣場近港鐵站的入口拘捕最少1名女子，並被帶走。而場內多間商舖亦關門。警方表示因有人報案而進入德福廣場，商場保安則表示商場沒有報案，暫時不知是途人或商戶報案。

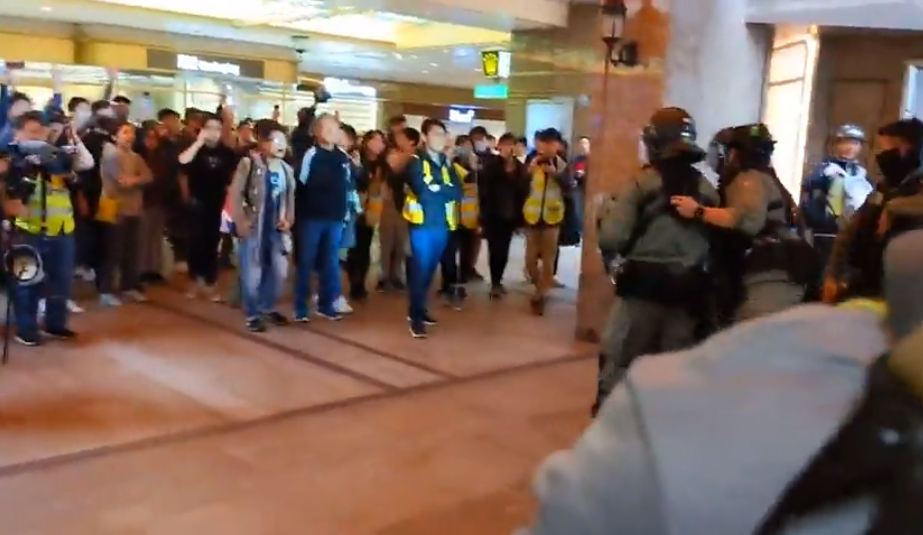
下午約3時，市民高叫「收隊」和指罵警員
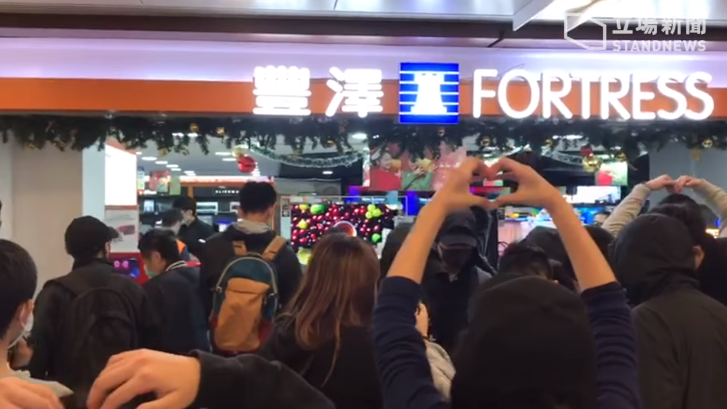
群眾當去到豐澤門口時，群眾大叫「支持誠哥」，以及以手勢「畀心心」
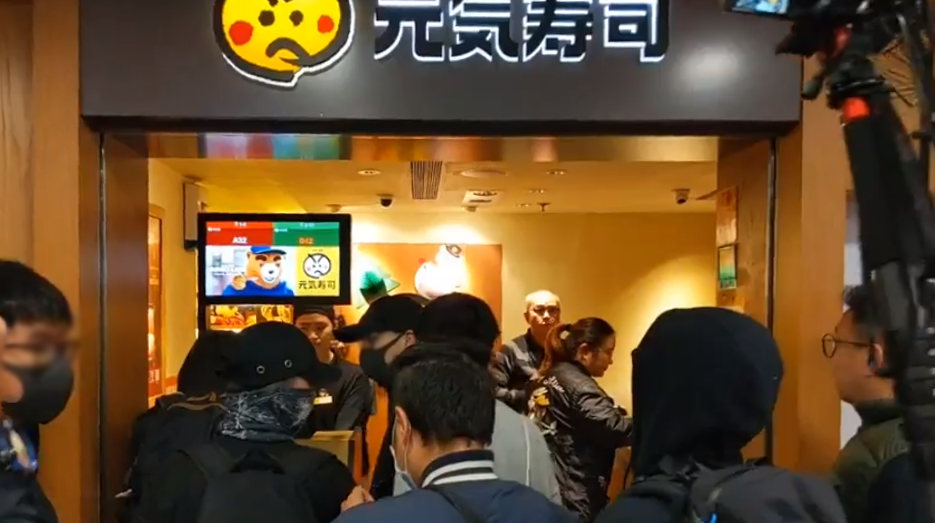
示威者到元氣壽司打算取號碼票，但最後失敗
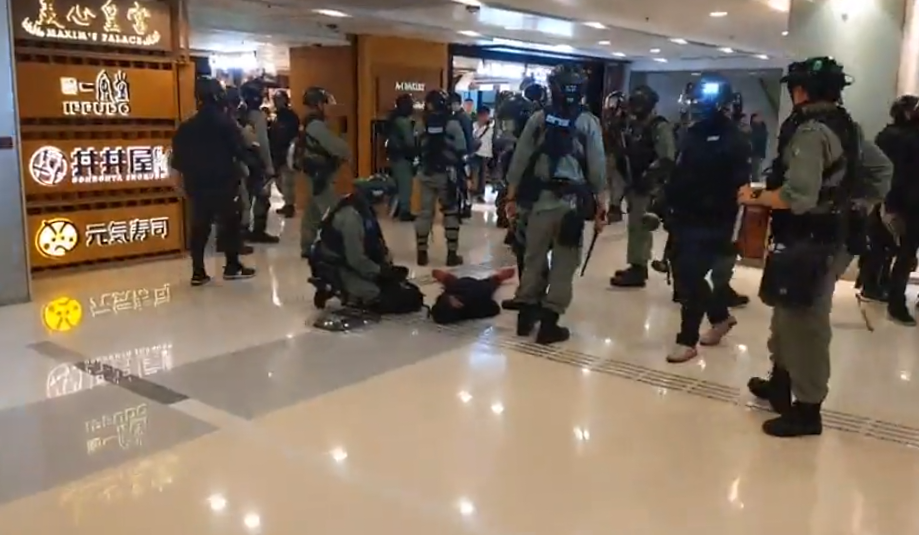
下午近5時，大批防暴警察再次衝入德福廣場近港鐵站的入口拘捕最少1名女子
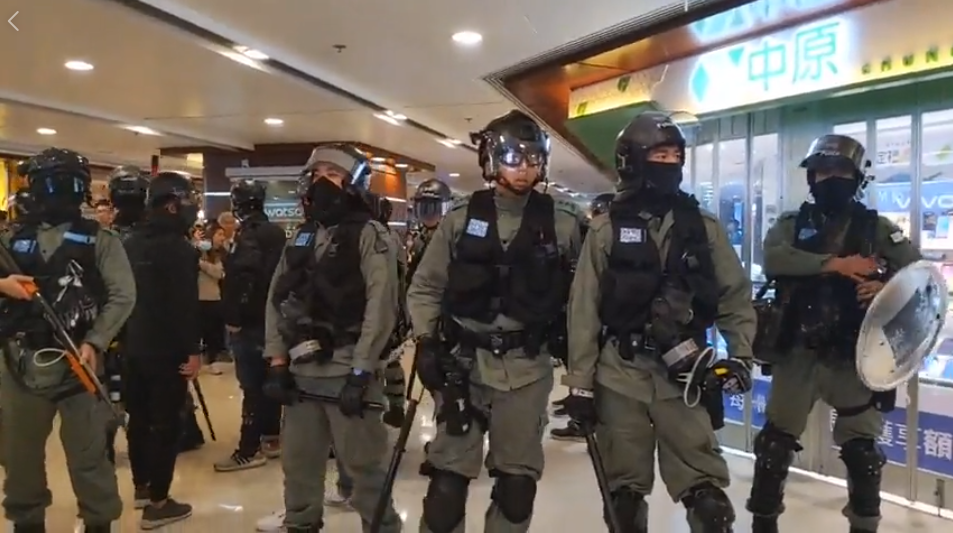
大批防暴警察在商場內設防線

12月25日晚上，數十人在德福廣場內遊走抗議，並高叫口號。到晚上9時，大批防暴警從九龍灣站衝入德福廣場，舉起藍旗警告，其中兩人被制服，引起市民不滿，期間曾施放胡椒噴霧。警員要求在場一名攝影師出示記者證，並抄下資料，引起雙方一度口角，而在場聚集的市民不斷要求警方離開商場。其後在德福花園平台有持不同意見的人發生推撞。期間防暴警察制服一名男子，用盾牌擊向被捕男子的腰部。7名男女被控兩項參與非法集結罪，另有兩項明知而參與未經批准集結的交替控罪。而一名36歲救生員因截查時搜出摺刀、雷射筆等物品，被控一項在公眾地方管有攻擊性武器罪。被告均獲准以2000-3000元現金保釋，其間須守宵禁令、禁足德福廣場、每周到警署報到3次等條件。到2020年12月28日，他裁定罪成，判監11個月。而案件7名被告非法集結罪名成立。觀塘裁判法院裁判官莫子聰指雖然無證據顯示其中6人曾叫口號，不過他指遊行人士部份口號屬侮辱詛咒警員及其家人，誣衊詆毀元氣壽司及美心食肆，而被告的黑衣打扮、戴上口罩與其他遊行人士行動一致，因而有共同目並罪成。裁判官同時不信任商場保安經理的證供，認為是刻意隱瞞當日情况。反指8名警員證供可信可靠。
12月28日晚上7時，約20名示威者在德福廣場內游走抗議，有人沿途手持「光復香港，時代革命」的旗幟，並高叫口號。到晚上近8時，示威者指罵多名便衣警察後，便衣警手持胡椒噴劑，追捕至少3人，其後引起示威者不滿，有人用拳打便衣警，引起雙方衝突，防暴警隨即到場舉起藍旗。4名學生（其中3名僅14至16歲）因涉襲警被捕，期間須向警方報到、遵守宵禁令及禁足德福廣場。其中3名少年在2021年7月14日被判入更生中心。而23歲和21歲被告承認襲警，分佈被判監禁4個月和2個月。

## 辦公大樓
- 港鐵總部大樓（MTR Headquarters Building）

位於德福廣場第二期，為港鐵公司的總部，與恆生中心相連。大樓19及21樓分別為港鐵公司物業管理部，以及負責持有商場的投資物業部所在地。
- 恒生中心（Hang Seng Tower）

位於德福廣場第二期，與港鐵總部大樓相連，為恒生銀行於九龍區的後勤辦公中心及出租物業，設有包括資訊科技及信用卡等部門。該大樓於1995年售予恒生銀行，早年全部樓層皆由恒生使用，自2023年起開始向外出租17-22樓，其中兩層由港鐵租回。

## 外部連結
- 德福廣場（页面存档备份，存于）
- 近400萬元重新裝修的德福商場二期的洗手間（页面存档备份，存于）